# Serbien
För andra betydelser, se Serbien (olika betydelser).
Serbien (serbiska: Србија/Srbija), officiellt Republiken Serbien (Република Србија/Republika Srbija; lyssna (fil)), är en kustlös stat belägen på Balkanhalvön i Sydöstra Europa. Serbien gränsar till Kroatien, Montenegro och Bosnien och Hercegovina i väst, Ungern i norr, Nordmakedonien i söder samt Rumänien och Bulgarien i öst. I söder finns Kosovo som har förklarat sig som självständig stat men inte erkänns av Serbien. Serbiens huvudstad är Belgrad med cirka 1,6 miljoner invånare. I norr ligger den autonoma provinsen Vojvodina.
Serbien är en parlamentarisk republik. Det finns ett stort antal politiska partier och sedan 2012 styrs landet av nationalistiska partier.
Från 1918 utgjorde Serbien stommen i den sydslaviska statsbildningen Jugoslavien som började falla sönder 1991 och slutligen upplöstes 2003. Från och med den 7 juni 2006 är Serbien en självständig stat efter att statsförbundet Serbien och Montenegro upplösts. Sedan 1999 har Kosovo varit placerat under en tillfällig administration av Förenta nationerna i enlighet med resolution 1244 som hade antagits. I februari 2008 deklarerade Kosovos parlament enhälligt självständighet från Serbien, men detta har inte erkänts av Serbiens parlament. Omvärldens reaktioner är splittrade men år 2022 har ungefär hundra stater, däribland Sverige, erkänt Kosovos självständighet.
Serbien är bland annat medlem i Förenta nationerna, världshandelsorganisationen och den centraleuropeiska frihandelsorganisationen CEFTA. Serbien ansökte om EU-medlemskap den 22 december 2009 och blev 1 mars 2012 kandidatland till EU-medlemskap. Den 21 januari 2014 inleddes anslutningsförhandlingarna.

## Historia
Vid delningen av Romerska riket 395 kom dagens Serbien att hamna i det Bysantinska riket. På 500- och 600-talen invandrade slaviska stammar till området. På 700-talet slöt de sig till den östortodoxa kyrkan. De serbiska furstendömena Duklja (senare Zeta) och Raška upprättades som vasallstater under Bysans runt år 750.
År 1040 tillkämpade sig Zeta oavhängighet och blev ett eget kungadöme år 1077. Zeta lade Hum (senare Hercegovina) och Raška under sig under perioden 1090-1138. År 1168 blev Raška en bysantinsk vasallstat, för att sedan uppnå oavhängighet år 1180. Därefter övertog Raška kontroll över Zeta och kungadömet Serbien upprättades därefter år 1217, då storfursten av Raška, Stefan Prvovenčani kröntes till kung. 1219 erkändes den serbisk-ortodoxa kyrkan av patriarken av Konstantinopel; kung Stefans bror Sankt Sava betraktas som kyrkans grundare.
Huset Nemanjić regerade under perioden 1167-1371. Detta inledde en storhetstid. På 1200- och 1300-talen blev en stor del av Balkan (inkluderat Makedonien, östra Hercegovina, eller Hum, Epirus, Thessalien och Albanien) erövrat av Serbien. 1346 krönte Stefan Uroš IV Dušan sig själv till tsar, men riket splittrades och upplöstes efter hans död år 1355. De splittrade serbiska adelsfamiljerna förlorade därpå viktiga slag mot det Osmanska riket år 1371 och den 15 juni 1389 i slaget vid Kosovo Polje, medan Zeta (sedan 1500 kallat Montenegro) bevarade sin oavhängighet. Från 1459 var Serbien en del av Osmanska riket.
Som en del av Osmanska riket fick den serbiska befolkningen färre rättigheter än vad man hade haft under de kristna härskarna, även om livegenskapen avskaffades. De kristna bönderna diskriminerades vid konflikt med muslimska då rättsväsendet favoriserade utövare av islam. Den serbiska befolkningen hade inte rätt att lära sig läsa och skriva, äga musikinstrument och fram till 1800-talet var de även förbjudna att äga vapen. Dessutom införde osmanerna "blodskatt", vilket innebar att kristna bönder som var befriade från reguljär militärtjänst kunde bli tvungna att lämna sina söner som slavar, för att dessa sedan skulle bli muslimer och ingå i den osmanska armén. Blodskatten avskaffades senare under 1600-talet, men de återkommande kidnappningar av kristna barn fortsatte.[källa behövs] I samband med kriget mellan Osmanska riket och Habsburg 1683-1699 reste sig serberna i ett uppror som dock slogs ned så snart habsburgarna dragit sig tillbaka norr om floden Donau.
Serberna, ledda av Karađorđe Petrović, gjorde uppror mot osmanerna år 1804 och igen år 1815. Vid fredsavtalet i Bukarest den 28 maj 1812 fick Serbien en autonom status inom Osmanska riket. Furstendömet Serbien etablerades den 21 november 1815. Den osmanska administrationen av området avslutades 1835 och de sista osmanska militära styrkorna lämnade landet 1867. Vid Berlinkongressen år 1878 (som hölls efter det rysk-turkiska kriget 1877-1878) fick Serbien full självständighet. Kungariket Serbien upprättades den 6 mars 1882. Efter balkankrigen (1912-1913) erövrade Serbien även Kosovo, Sandžak och dagens Nordmakedonien.
Den 28 juli 1914 förklarade Österrike-Ungern krig efter mordet på tronföljaren Franz Ferdinand i Sarajevo av en serbisk nationalist, Gavrilo Princip (se skotten i Sarajevo), vilket utlöste första världskriget. Efter kriget upprättades Slovenernas, kroaternas och serbernas stat den 1 december 1918. Landet bytte namn till kungariket Jugoslavien den 3 oktober 1929.

### Andra världskriget
Jugoslavien invaderades av axelmakterna i april 1941 under andra världskriget. Det serbiska territoriet ockuperades av Nazityskland, Kungariket Ungern, Bulgarien, Oberoende staten Kroatien och Albanien. I den del som ockuperades av Tyskland upprättades det en marionettregering, ledd av Milan Aćimović och senare av general Milan Nedić. Tillsammans med de tyska nazisterna förföljde och mördade den serbiska marionettregeringen tusentals judar. Belgrad förklarades 1942 som den första "judefria" (Judenfrei) huvudstaden i Europa av SS-officeren Emanuel Schäfer, som var befälhavare för Sicherheitspolizei och Sicherheitsdienst i det ockuperade Serbien. Bland annat inrättades koncentrationslägret Banjica.

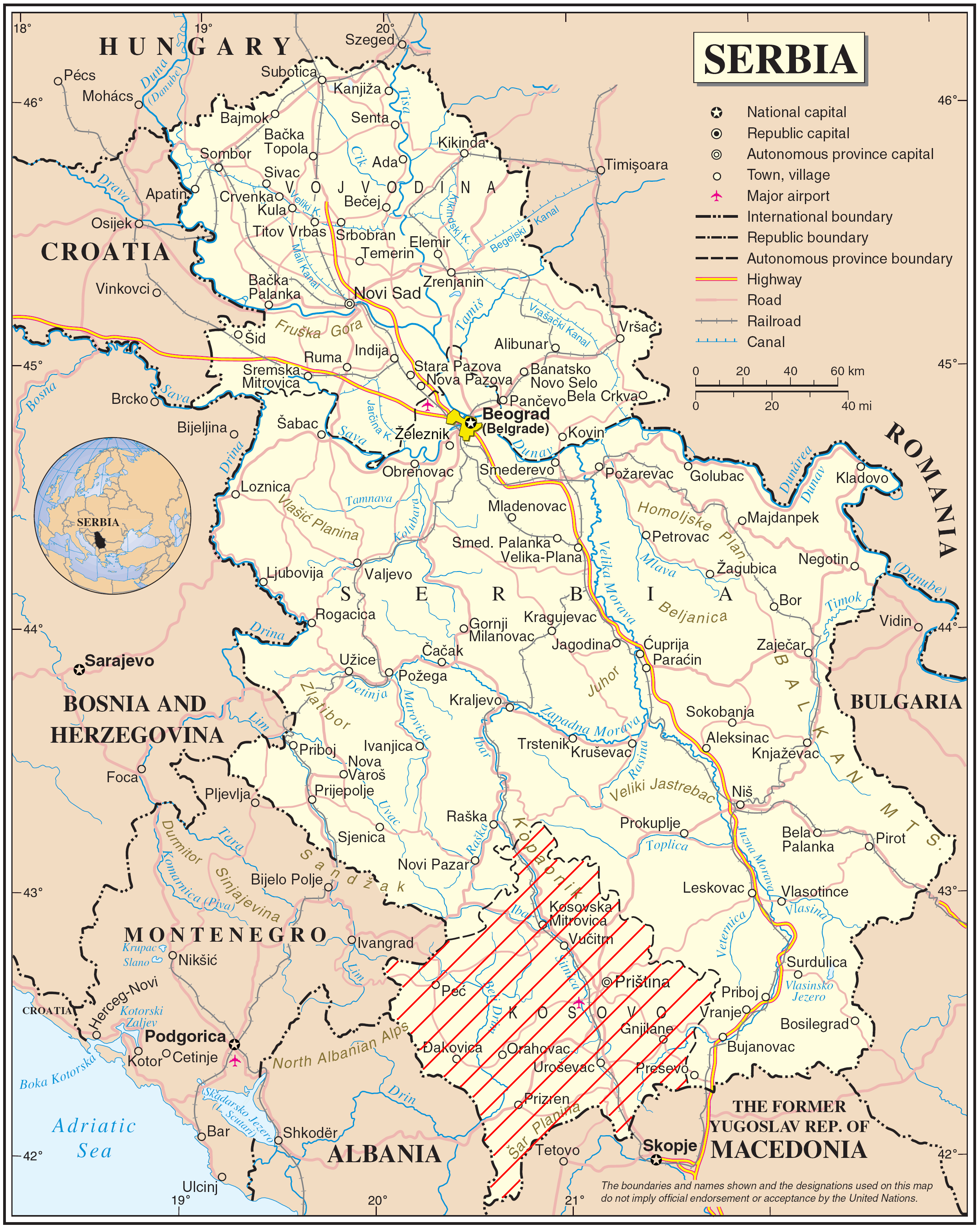
Karta över Serbien (2023).

Samtidigt upprättades en motståndsrörelse, Četnici, som leddes av Draža Mihailović. Rörelsens mål var att återupprätta monarkin, bekämpa nazisterna och skapa ett Storserbien som skulle omfatta Serbien, Bosnien och Hercegovina och stora delar av Kroatien. Četnici använde sig bl.a. av etniskt rensning för att uppnå sina mål och människor av annan etnisk börd än serbisk (främst kroater, bosniaker och albaner) mördades. Četnici var aktiva i Serbien, Bosnien och Hercegovina och delar av Kroatien som var tänkta att ingå i det nya Storserbien. Flera ultranationalistiska organisationer av annat etniskt ursprung än serbiskt var nazistkollaboratörer och de bedrev etnisk rensning mot serberna. Någonstans kring 750 000 serber dödades i koncentrationsläger. Det korrekta antalet kommer förmodligen aldrig att fastställas då en stor mängd dokument och personbevis både från före och under kriget förstördes. I slutskedet av andra världskriget genomfördes hämndaktioner av partisaner som avrättade delar av den tyska och ungerska minoriteten i Vojvodina; minst 35 000 fick sätta livet till enbart för att de hade ungerskt ursprung.

### Efterkrigstiden
Efter kriget tog partisanrörelsen makten och den 29 november 1945 proklamerades Socialistiska federativa republiken Jugoslavien av Josip Broz Tito. Serbien blev en av sex delrepubliker i statsfederationen. Jugoslavien regerades av kommunistpartiet fram till upplösningen 1992. Under början av 1990-talet valde alla delrepubliker utom Serbien och Montenegro att lämna federationen Jugoslavien vilket motsattes hårt av den dåvarande centralregeringen i Belgrad. Flera krig följde sedan upplösningen av Jugoslavien. Dessa krig brukar kallas för de jugoslaviska krigen och Serbien var en stridande part i samtliga krig med undantag för den väpnade konflikten i Makedonien 2001. Som ett resultat av dessa krig var Serbien och Montenegros relation till Slovenien, Kroatien, kroaterna och bosniakerna i Bosnien och Hercegovina länge ansträngda men är idag betydligt förbättrade.
Efter upplösningen av SFR Jugoslavien bildade de två kvarvarande delrepublikerna Serbien och Montenegro Förbundsrepubliken Jugoslavien som år 2003 bytte namn till Statsförbundet Serbien och Montenegro. Relationerna mellan de två delrepublikerna i statsförbundet var dock ansträngda och efter att en folkomröstning i maj år 2006 i Montenegro uppvisat att ungefär 55,5% var för Montenegros självständighet utropade Montenegro sig som en oberoende stat den 3 juni 2006. Den 5 juni 2006 erkände Serbien detta i och med att de själva förklarade sig självständigt från unionen som därmed upplöstes.
Den 17 februari 2008 förklarade den autonoma provinsen Kosovo sig självständig från Serbien. Serbien och bland annat FN:s säkerhetsråd har inte erkänt förklaringen medan omvärldens reaktioner har varit splittrade. Självständighetsförklaringen ledde till protester från den serbiska sidan och utmynnade i kravaller och protestmarscher i Belgrad och i flera städer runt om i landet. Protester ägde även rum av serber i Bosnien och Hercegovina och Montenegro. En del fall av kravaller har noterats då flera utländska mål attackerats, däribland ambassader, konsulat och köpcentra. Den 21 februari 2008 organiserade den serbiska regeringen en massprotest i Belgrad mot Kosovos självständighetsförklaring som samlade uppemot 500 000 - 1 000 000 demonstranter.
Från 19 december 2009 kan serbiska medborgare resa utan visum till länder i Europeiska unionen. Under de följande nio månaderna sökte 4 000 serber asyl i Sverige, vilket är en kraftig ökning jämfört med 421 under hela 2009. De flesta är romer. EU-kommissionär Cecilia Malmström hotade i oktober 2010 att återinföra visumtvånget om inte Serbiens och Nordmakedoniens regeringar får stopp på flyktingströmmen.

## Geografi
Serbien ligger på Balkanhalvön i korsningen mellan centrala, östra och södra Europa. 

### Topografi
Serbien är kustlöst och består av mycket bergiga landskap i södra delen av landet. Norra delen av landet, med provinsen Vojvodina, består mest av slättland med låga kullar.
Högsta bergstoppen är Midzor (2 170 m) som ligger på gränsen mellan Serbien och Bulgarien.

### Hydrografi
Den längsta floden i Serbien är Donau (588 km), som i nordvästra delen av landet utgör gränsen till Kroatien. Donau utgör även en del av gränsen till Rumänien. Floden Sava utgör södra Vojvodinas gränser och rinner in i Donau i huvudstaden Belgrad. Andra betydande floder är Tisa, Tamis och Begej i Vojvodina, Velika Morava och Drina i det centrala Serbien. Drina utgör gränsen till Bosnien och Hercegovina.

### Klimat
Norra Serbien har kontinentalt klimat med fuktiga, varma somrar och kalla vintrar. Södra delarna av landet har torrare och varmare somrar och kallare vintrar med mer snöfall än i norra Serbien.
På sommaren kan temperaturen gå upp till mer än 40 grader i norra delen av Serbien.
Enligt fakta från 1961-1990 är lufttemperaturen i Serbien i snitt 10,9 °C upp till 300 meters höjd. På 300–500 meters höjd är den 10,0 °C och över 500 meters höjd 6,0 °C.

### Naturskydd
Serbien har fem nationalparker:
- Fruška Gora (Фрушка Гора) (250 km²)
- Kopaonik (Копаоник) (120 km²)
- Tara nationalpark (Тара) (220 km²)
- Đerdap (Ђердап) (640 km²)

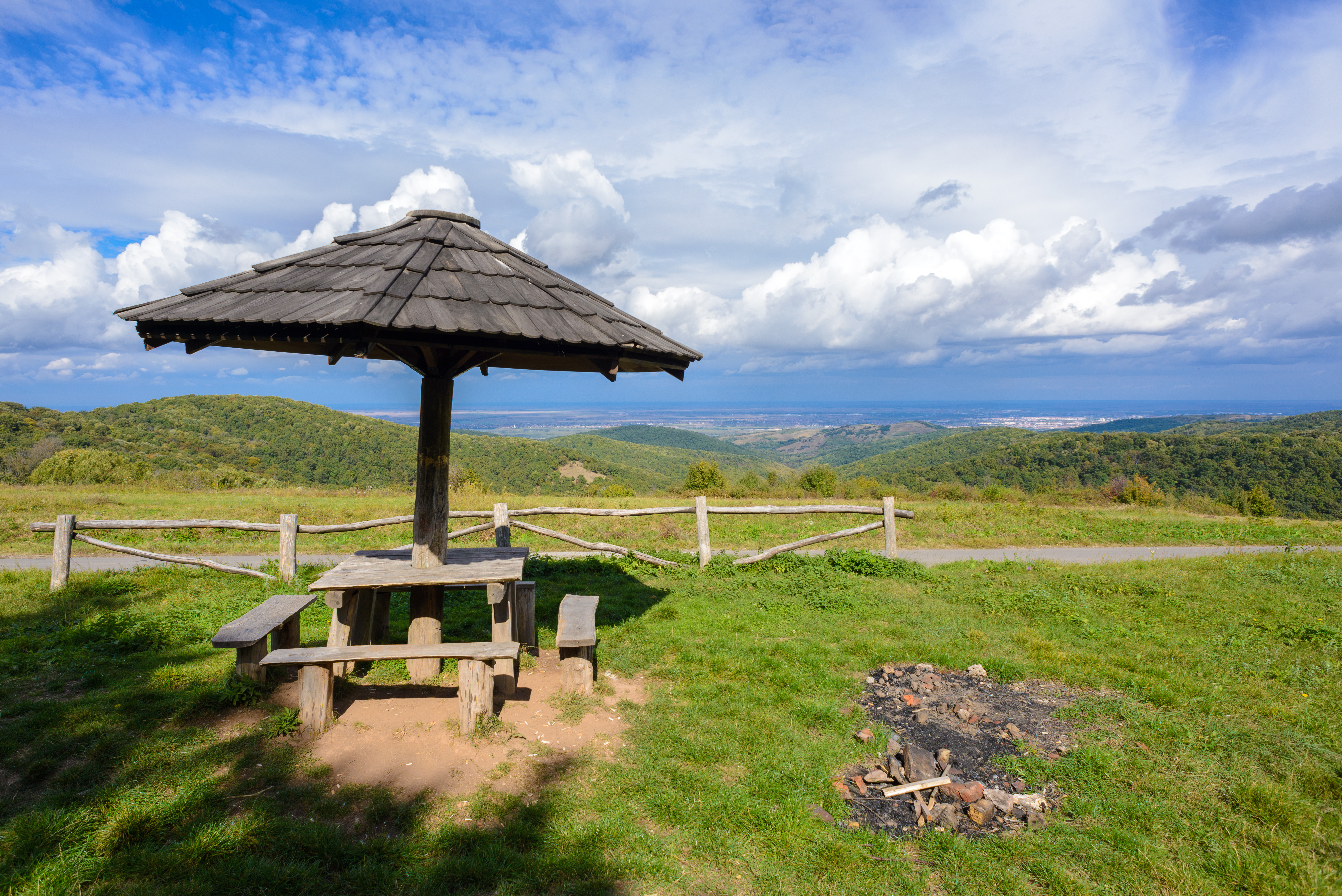
Nationalparken Fruška Gora.
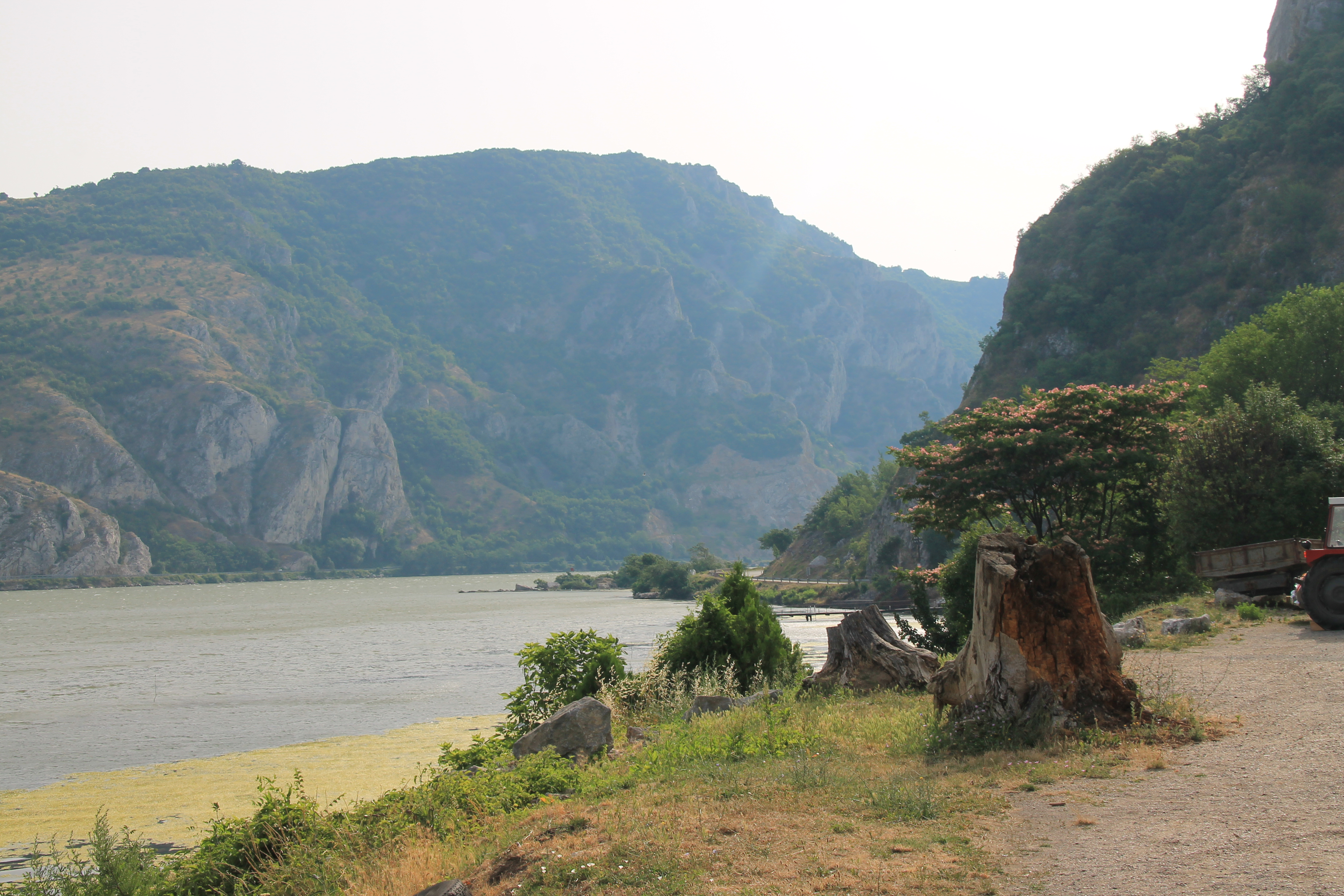
Nationalparken Đerdap.

## Styre och politik

### Administrativ indelning
Serbien har två autonoma provinserː
- Vojvodina (Војводина)
- Kosovo (Косово. Omtvistat territorium)

Resten av Serbien brukar kallas centrala Serbien men fungerar ej som en administrativ enhet.

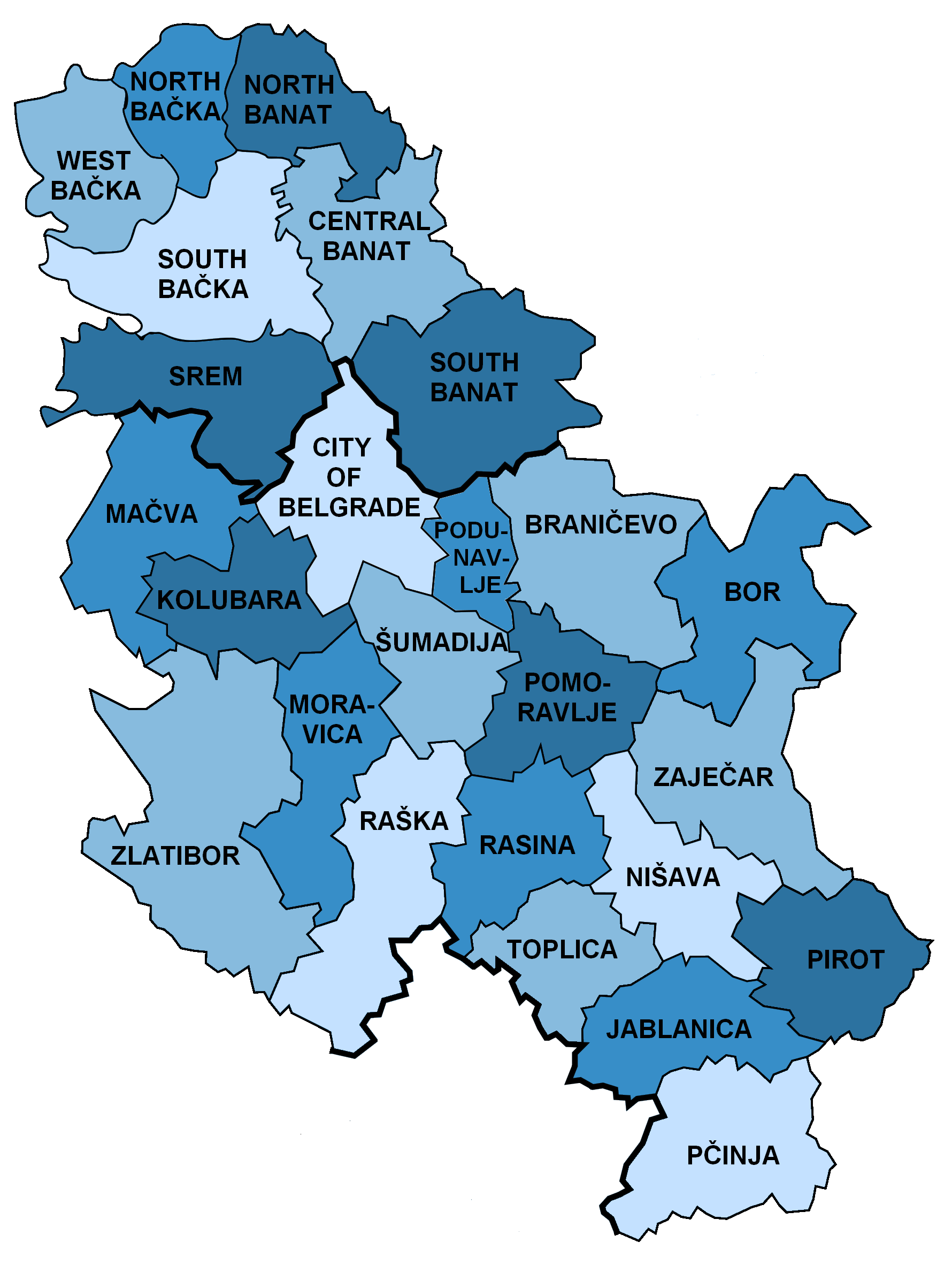
Engelskråkig karta över Serbiens distrikt.

Serbien är även indelat i distrikt (okrug). Distrikten i det centrala Serbien:
- Belgrad (huvudstaden. Beograd/Београд)
- Bor (Бор)
- Braničevo (Браничебо)
- Jablanica (Јабланица)
- Kolubara (колубара)
- Mačva (Мачва)
- Moravica (Моравица)
- Nišava (Нишава)
- Pčinja (Пчиња)
- Pirot (Пирот)
- Podunavlje (Подунавлје)
- Pomoravlje (Поморавље)
- Raška (Рашка)
- Rasina (Расина)
- Šumadija (Шумадија)
- Toplica (Топлиица)
- Zaječar (Зајечар)
- Zlatibor (Златибор)

Vojvodina delas in i tre geografiska områden med tillhörande distrikt:
- Bačka
  - Norra Bačka
  - Södra Bačka
  - Västra Bačka
- Banatet
  - Norra Banatet
  - Mellersta Banatet
  - Södra Banatet
- Srem

### Politik
Tomislav Nikolić, grundare av det nationalkonservativa partiet Serbiens progressiva parti (SNS) var president från 2012 till 2017. Nikolić ersatte den västinriktade och EU-positive Boris Tadić från Demokratiska Partiet efter ett jämnt val. I den andra rundan av presidentvalet, som ägde rum den 20 maj 2012, hade Nikolić, när 70 procent av rösterna hade räknats, 49,4 procent av rösterna mot Tadićs 47,7 procent och kunde därmed utropas som segrare. Tadić erkände sig besegrad redan innan alla rösterna var räknade. Detta var en skräll, eftersom opinionsmätningar före valet tydde på att Tadić skulle bli återvald.

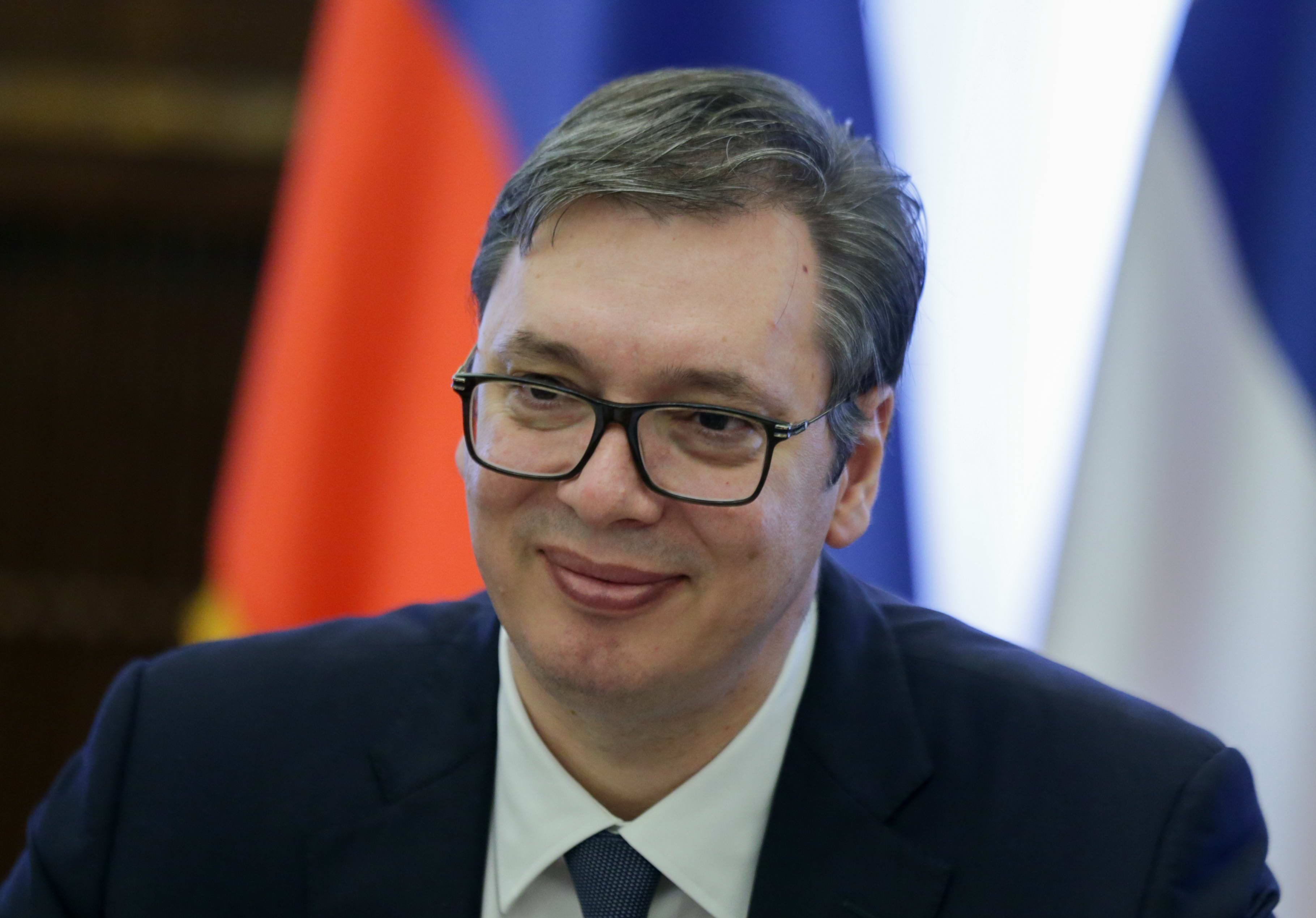
Serbiens nuvarande (december 2023) president Aleksandar Vučić.

Efter att premiärministern Vojislav Koštunica avgått i protest mot provinsen Kosovos ensidigt proklamerade självständighet hölls nyval till nationalförsamlingen den 11 maj 2008. Valet blev en stor framgång för valalliansen För ett europeiskt Serbien, som förespråkar EU-medlemskap och ekonomiska reformer. Huvudmotståndarna De Radikala nationalisterna (SRS), som förespråkar en hårdare linje gentemot Europeiska unionen och de länder som erkänt Kosovo som självständigt land, tappade mark. Valet blev dock mycket jämnt, utan en klar vinnare, vilket ledde till segdragna koalitionsförhandlingar.
I april 2017 vann den förre premiärministern Aleksandar Vučić, ledare för det nationalistiska partiet SNS, Serbiens presidentval. Ana Brnabić utnämndes till Serbiens premiärminister av president Aleksandar Vučić i juli 2017. Brnabic blev både landets första öppet homosexuella regeringschef och Serbiens första kvinnliga premiärminister.
Idag (maj 2023) domineras serbisk politik av president Aleksandar Vučić och hans höger- och nationalistparti SNS. Ett ökande missnöje över vad som uppfattas som ett alltmer auktoritärt styre har gjort att en proteströrelse vuxit fram och stora delar av oppositionen bojkottade parlamentsvalet i juni 2020, vilket bidrog till en överväldigande seger för SNS.

### Internationella relationer
Serbien har uttryckt önskan om att bli medlem av Europeiska unionen. EU har länge varit skeptiskt till ett serbiskt medlemskap då landet inte samarbetade fullt ut med Internationella krigsförbrytartribunalen för det forna Jugoslavien i Haag. Kraven var att de misstänkta krigsförbrytarna Ratko Mladić, Radovan Karadžić samt Goran Hadžić, som misstänks för krigsförbrytelser begångna i grannländerna Bosnien och Kroatien under 1990-talet, skulle gripas och utlämnas innan EU beviljade Serbien kandidatlandsstatus. EU har också uttryckt att säkerhets- och stabilitetsavtalet inte kommer att träda i kraft förrän Serbien anses samarbeta fullt ut med den Internationella krigsförbrytartribunalen för det forna Jugoslavien i Haag.
De senaste dryga tio åren har Serbien emellertid tagit flera steg för att gå EU:s vilja till mötes:
- Karadžić greps på en buss i Belgrad fredagen den 18 juli 2008 av serbisk säkerhetstjänst. Den 30 juli 2008 utlämnades Karadžić till Haag.
- Mladić greps av serbisk polis i den nordliga provinsen Vojvodina den 26 maj 2011. Den 31 maj 2011 utlämnades Ratko Mladić till Haag.
- Den 20 juli 2011 greps Goran Hadžić i Fruška Goraområdet i Serbien. Han blev utlämnad till Haag den 22 juli. Goran Hadžić var den sista av de tidigare 161 eftersökta krigsförbrytarna i det forna Jugosalvien som fortfarande var på fri fot.

Den 22 februari 2008 beslutade EU att tillsvidare avbryta samtalen för att teckna ett samarbetsavtal mellan EU och Serbien. EU:s beslut om frysta samtal med Serbien kom efter de oroligheter som följde i Serbien efter provinsen Kosovos självständighetsförklaring eskalerat . 1 januari 2009 undertecknade Serbien ett interimsavtal om handel med EU, vilket trädde i kraft den 1 februari 2010.
I oktober 2011 ansåg EU-kommissionen att Serbien borde kunna få status som kandidatland till EU-medlemskap, och sa sig hoppas att EU-toppmötet i december 2011 skulle besluta det. Den 1 mars 2012 blev Serbien officiellt EU-kandidatland.
Europeiska unionens ministerråd har beslutat att innehavare av nationella biometriska pass i Serbien, Montenegro och Nordmakedonien får resa visumfritt till EU-länder samt Island, Norge och Schweiz från och med den 19 december 2009. Beslutet gäller inte Storbritannien och Irland. Serbien är sedan den 14 december 2006 medlem i Partnerskap för fred (PFF), vilket är ett villkor för att ett land ska kunna bli en fullvärdig medlem av NATO. Landet söker inte medlemskap i NATO utan bara nära samarbete med organisationen. Serbien är ett militärt neutralt land. Relationerna var länge mycket spända mellan Serbien och NATO efter Kosovokriget men har förbättras mycket genom åren. Den 14-15 juni 2011 hölls i den serbiska huvudstaden Belgrad en NATO-konferens för militärt partnerskap mellan NATO och dess bundsförvanter. I sitt första möte med Rysslands president Vladimir Putin i slutet av maj 2012 underströk Serbiens nya president Tomislav Nikolić att Serbien "aldrig" kommer att bli medlem i NATO.
Serbien har av tradition nära band med det likaså ortodoxa och nationalistiska Ryssland. Ryssland stödde under 1800-talet Serbiens frihetskamp mot det Osmanska riket och gick 1914 i krig med Österrike-Ungern på Serbiens sida, vilket ledde till första världskriget.

### Försvar
De serbiska väpnade styrkorna (Војска Србије/Vojska Srbije) består av markstyrkor, flygvapen och träningsförband. Frivillig militärtjänst gäller från 18 års ålder. Den obligatoriska värnplikten avskaffades under 2011.   
Många av objekten i de serbiska väpnade styrkorna har köpts ifrån Ryssland, som till exempel jaktflygplanet Mikojan-Gurevitj MiG-29, attackhelikoptern Mil Mi-35, stridsvagnen T-72 och luftvärnsfordonet Pantsir-S1 med mera. Men Serbien har också tillverkat egna föremål som till exempel stridsvagnen M-84, artilleripjäsen Nora B-52, luftvärnssystemet PASARS-16 och raketartilleriet LRSVM Tamnava med mera.   

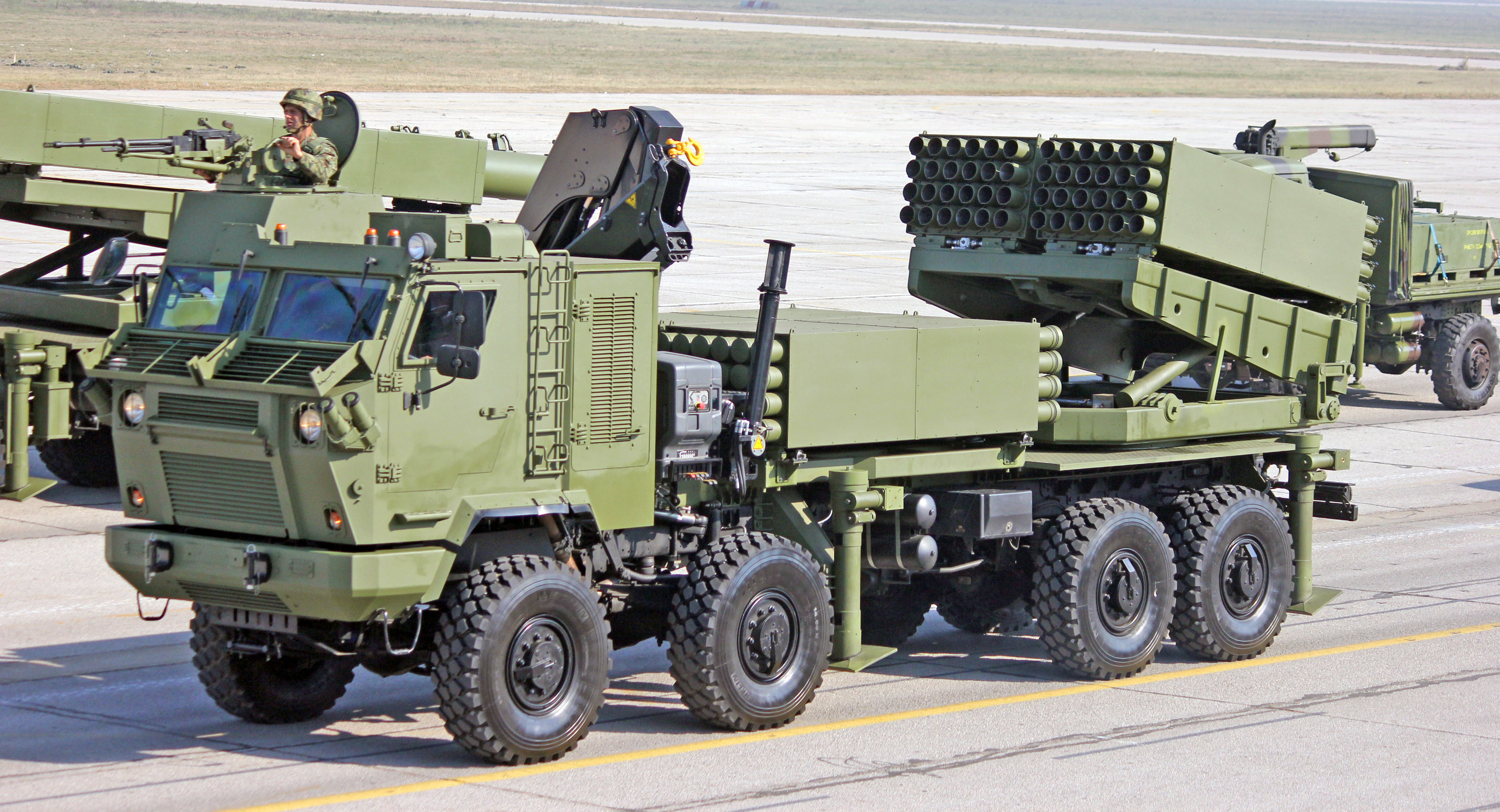
Serbiskt raketartillerisystem av modellen LRSVM Tamnava.
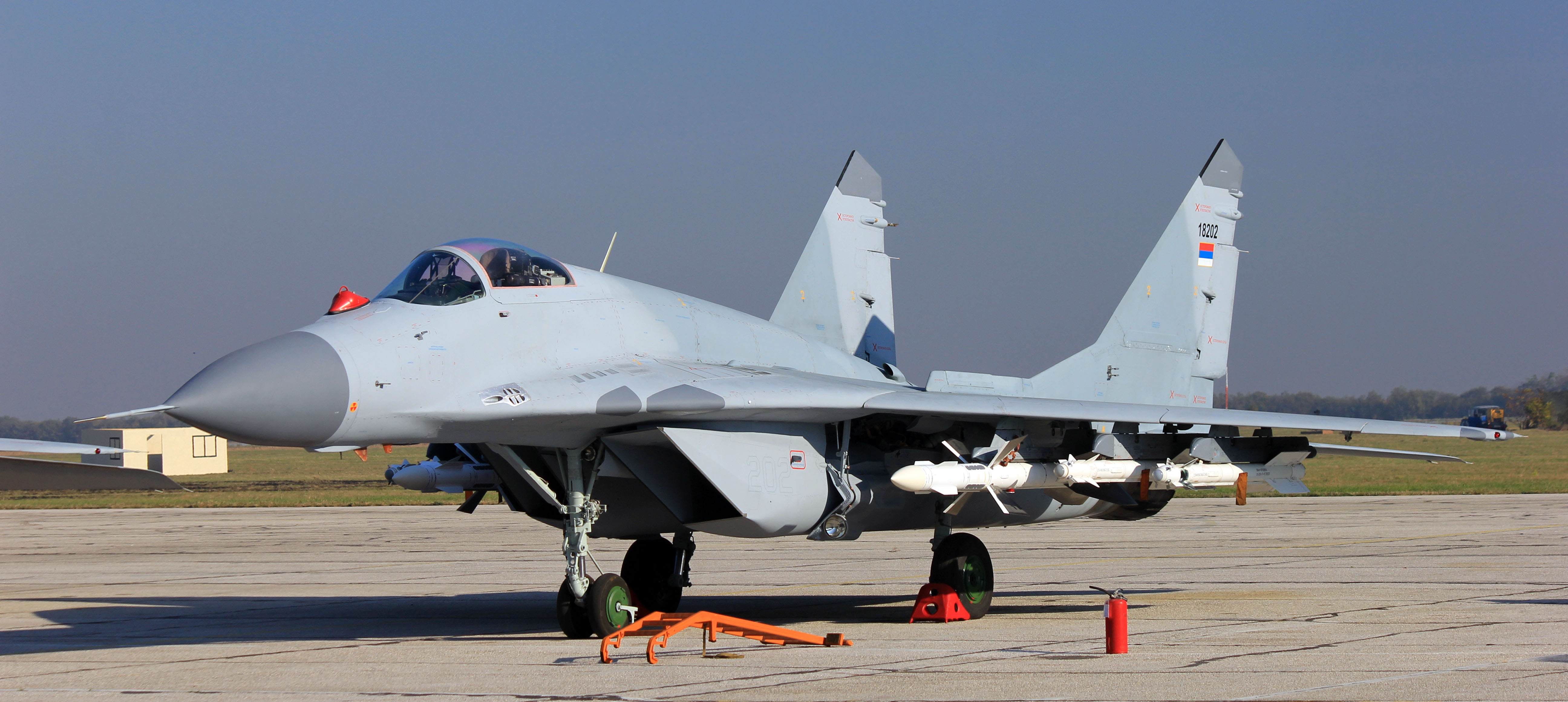
Jaktflygplan av modellen Mikojan-Gurevitj MiG-29, ursprungligen från Ryssland, men målad i serbiska färger.

## Ekonomi och infrastruktur
Serbien är ett mindre medelinkomstland. Fattigdomen i landet har halverats men arbetslösheten är fortfarande hög. Arbetslösheten är på 9,8 procent (2022). Valutan är serbisk dinar (RSD). Serbien har som många andra länder i Östeuropa problem med korruption och ekonomisk brottslighet, vilket i Serbiens fall var ett resultat av många års sanktioner och hyperinflation efter kriget.
Efter att Slobodan Milošević kastats ut har arbetet med att återuppbygga Serbiens sargade ekonomi tagit fart och BNP växer med cirka 7,5 % per år, bland annat tack vare rekordhöga utländska investeringar som underlättas av regeringens omstruktureringar av ekonomin och satsningar på infrastruktur. Detta gör att Serbien idag (2011) uppskattas ha en av de starkaste ekonomierna i regionen och ett instabilt Serbien skulle påverka ekonomin i hela regionen. EU, USA, Ryssland, Kina, är Serbiens viktigaste handelspartners.

### Näringsliv

#### Tjänster och turism
Serbiens medeltida ortodoxa kloster har länge lockat turister med dess unika arkitektur och freskomålningar. En annan stor attraktion är de över 50 mineralvattenkällorna, vilka dock främst lockat inhemska turister. Turismen, både den inhemska och den internationella, minskade dock avsevärt under oroligheterna på 1990-talet. Turismen ökar till Serbien igen och fler och fler turister besöker landet varje år.
Serbiens mest kosmopolitiska städer är Belgrad och Novi Sad som är fulla av kaféer, pubar och restauranger. Där finns även många sevärdheter, museer och aktiviteter.

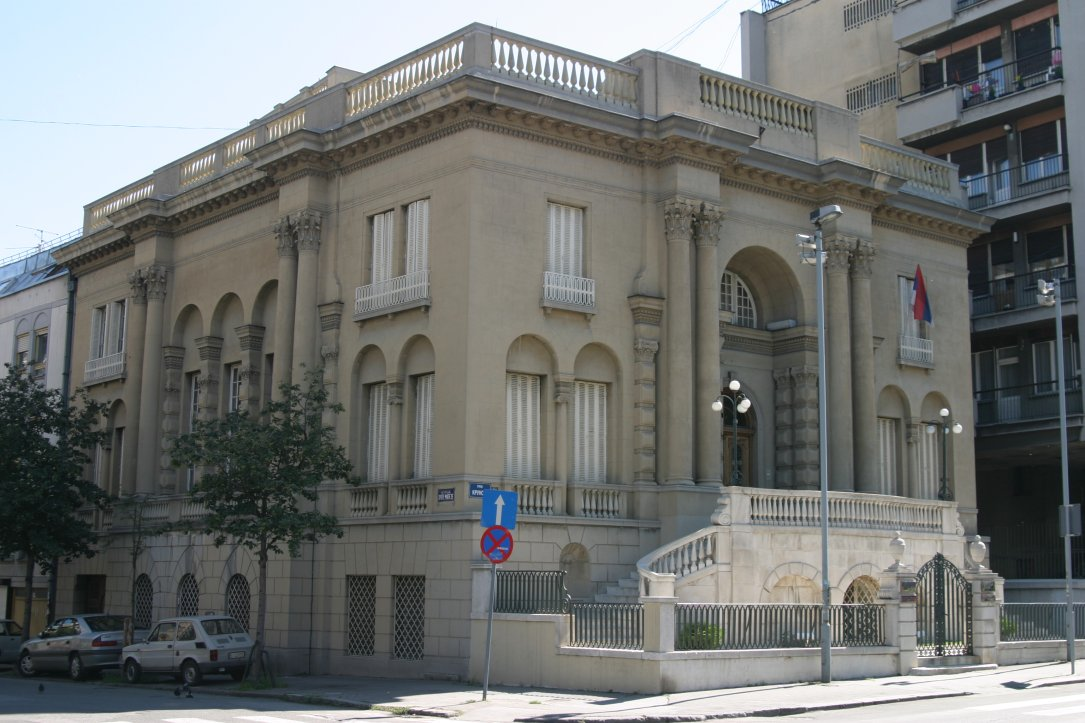
Nikola Tesla-museet i Belgrad. Namngiven efter uppfinnaren Nikola Tesla.

### Infrastruktur

#### Transporter
Serbiens största flygplats är Belgrad-Nikola Teslas flygplats i Belgrad. Därifrån avgår de flesta internationella flygningarna. Busstrafiken är väl utvecklad med bussar från Västeuropa och Turkiet. Internationell tågtrafik har sin utgångspunkt i Belgrad och de flesta går via Novi Sad och Subotica mot norr och väst samt via Niš österut. Järnvägsnätet i Serbien når ut till de större städerna men är relativt glest utbyggt. Underhållet har varierat genom åren men på senare tid har det förbättrats. Tågen i Serbien går dock fortfarande relativt långsamt. De serbiska tågen har de senaste åren blivit ganska omoderna. Men på senare år har det köpts in nya tåg. Järnvägslinjen från Belgrad mot Bar i Montenegro är känd för att vara väldigt vacker.
Vägnätet i Serbien varierar i standard. Mellan de större städerna går det motorvägar med Belgrad i centrum. Motorvägarna går också från Belgrad till Ungern, Kroatien, Nordmakedonien och Bulgarien. De serbiska motorvägarna ingår i det kontinentala motorvägsnätet. Utbyggnader av motorvägsnätet pågår. Bland annat byggs en ny motorväg från Belgrad till Montenegro.

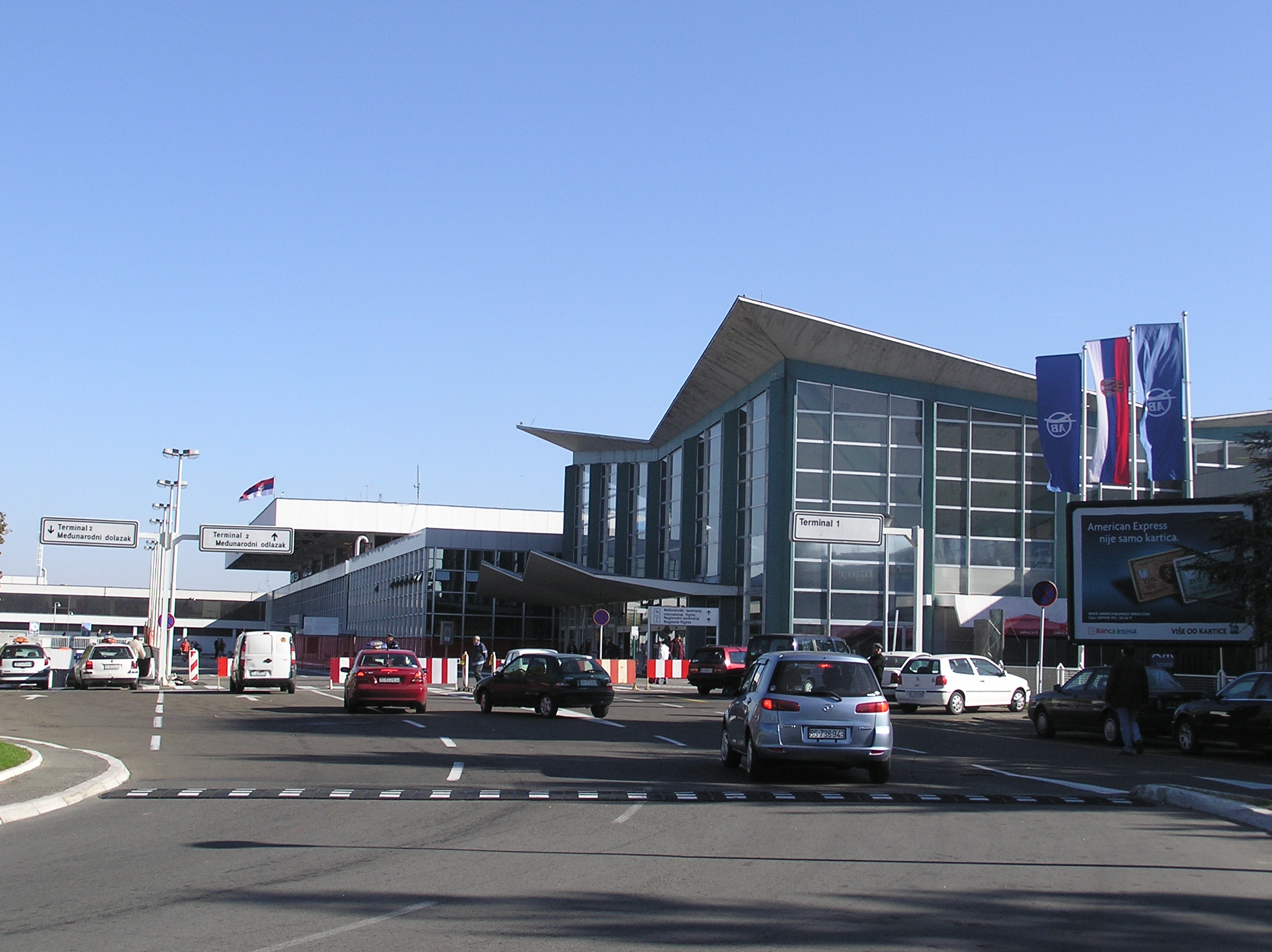
Nikola Teslas flygplats i Belgrad.

#### Utbildning och forskning
I Serbien börjar barn skolan vid sju års ålder. Den åttaåriga grundskolan är obligatorisk och avgiftsfri och det finns också ett frivilligt, fyraårigt gymnasium som ger grundläggande behörighet för vidare studier på universitetsnivå.
Den kommunistiska regimen i forna Jugoslavien genomförde framgångsrika åtgärder för att eliminera analfabetismen. Efter andra världskriget kunde två tredjedelar av den serbiska och montenegrinska befolkningen varken läsa eller skriva, och hos den albanska befolkningen var antalet analfabeter betydligt större. På 1950-talet var antalet rapporterade analfabeter i Serbien mindre än hälften.
Det finns fem statliga universitet i Serbien det största universitetet är Belgrads universitet, grundat 1863.

## Befolkning

### Demografi

#### Större städer
Serbiens största stad är huvudstaden Belgrad med cirka 2 - 2,5 miljoner invånare med förorter inräknade (2012). Ingen annan stad kommer i närheten av dess storlek och av landets nästföljande städer, Novi Sad och Niš har ingen mer än 300 000 invånare. Dock är antalet invånare svårt att fastställa sedan krigen under 1990-talet, då många serbiska flyktingar från Kroatien, Bosnien och Hercegovina och Kosovo främst bosatt sig i de större städerna.
1. Belgrad (huvudstaden. Beograd/Београд).
2. Novi Sad (Нови Сад)
3. Niš (Ниш)
4. Subotica (Суботица)
5. Kragujevac (Крагујевац)
6. Kruševac (Крушевац)
7. Novi Pazar (Нови Пазар)
8. Valjevo (Валјево)
9. Kraljevo (Кралјево)
10. Vršac (Вршац)
11. Kikinda (Кикинда)
12. Zrenjanin (Зрењанин)

#### Minoriteter

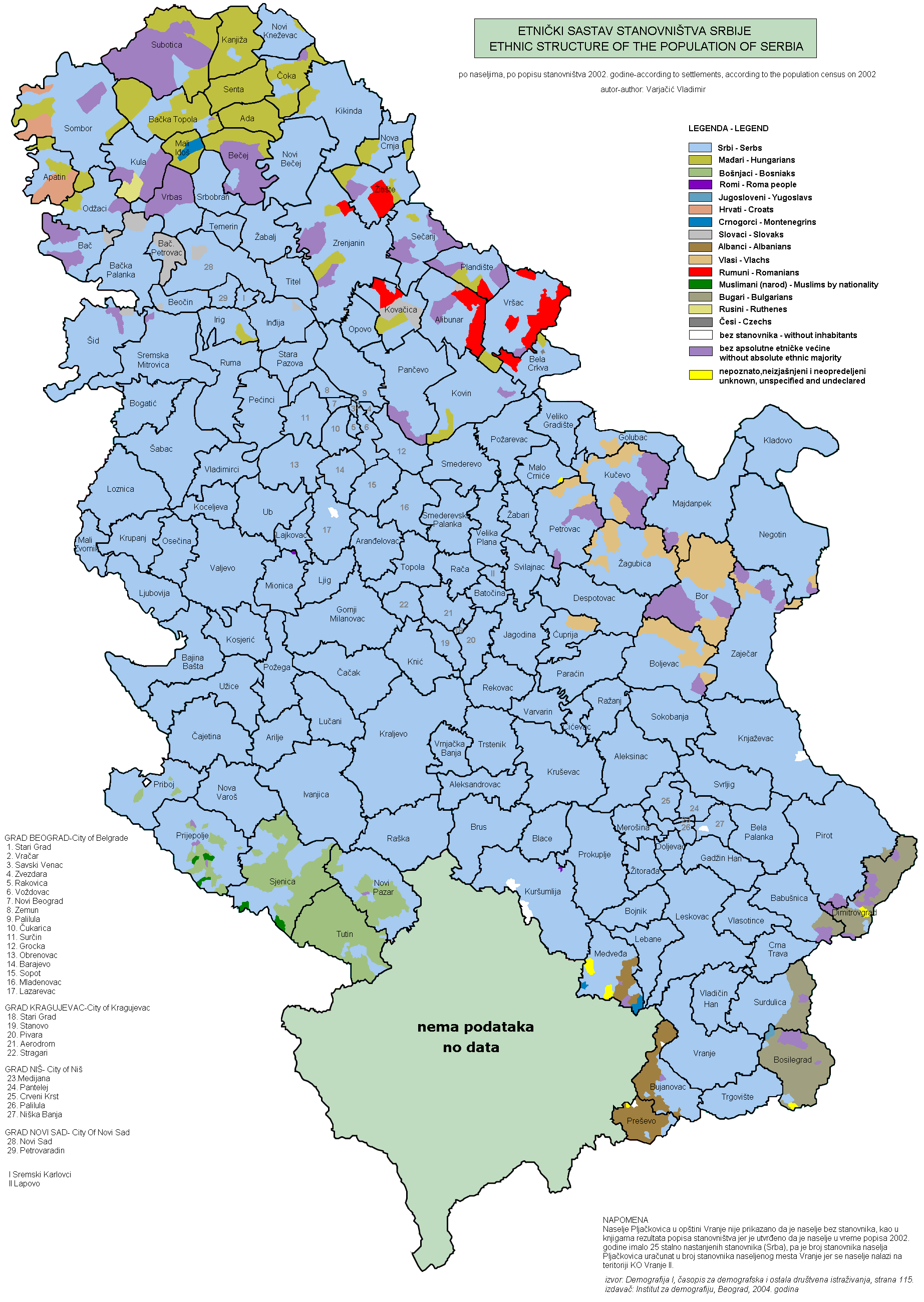
Engelskspråkig karta över etniska grupper inom Serbien (2002).

Serbien (exklusive Kosovo) hade 7 498 001 invånare vid folkräkningen år 2002. En överväldigande majoritet av Serbiens befolkning är serber, men det finns många minoritetsgrupper såsom ungrare, albaner, rumäner och kroater med flera.
Serbiens näst största befolkningsgrupp är av albansk härkomst och är bosatta i provinsen Kosovo. Ungrarna är tredje största befolkningsgrupp och är bosatta i den norra autonoma provinsen Vojvodina.
Vojvodina är den mest etniskt blandade regionen i Europa med mer än 26 olika etniska folkgrupper. Under en tid bodde många tyskar i Vojvodina men den kommunistiska regeringen massdeporterade alla tyskspråkiga invånare.
När de jugoslaviska krigen bröt ut 1991 gav sig många högutbildade och ungdomar iväg för att undkomma militärtjänstgöring, fattigdom och en osäker framtid. Samtidigt hade den serbiska befolkningen ökat drastiskt under 1990-talet till följd av att landet fick ta emot omkring en halv miljon serbiska flyktingar från Bosnien och Hercegovina och Kroatien.
Enligt uppgifter från 2002 är den etniska fördelningen följande (Kosovo ej inräknat):
- Serber - 6 293 822 (83,94 %)
- Ungrare - 190 172 (3,91 %)
- Bosniaker - 136 464 (1,82 %)
- Romer - 107 971 (1,44 %)
- Övriga - 666 572 (8,89 %)

Utöver dessa finns det cirka 1,8 miljoner albaner och ytterligare 250 000 serber i Kosovo (kosovoserber). Ny folkräkning kommer genomföras från den 1 - 15 oktober 2011.

### Språk
I Serbien talas serbiska, som är ett sydslaviskt språk och är det officiella språket i landet. Språket skrivs med såväl det kyrilliska alfabetet som det latinska alfabetet, även om det förra är vanligare och dessutom det skriftspråk som en gång infördes av den serbiska ortodoxa kyrkan. Det viktigaste minoritetsspråket är ungerska.
Det kyrilliska alfabet som används i Serbien idag utformades av den serbiske lingvisten Vuk Karadžić under 1800-talets första hälft. Han uteslöt vissa bokstäver ur den gamla kyrilliska skriften och tillfogade andra som han ansåg att språket behövde. Hans motto och mål med det nya alfabetet var att det skulle vara så fonetiskt som möjligt: Piši kao što govoriš, čitaj kao što je napisano ("Skriv som du talar, läs som det står skrivet").

### Religion
Den östliga ortodoxa kristendomen är den dominerande religionen i landet och de flesta serber tillhör den Serbisk-ortodoxa kyrkan.
Ortodoxi har länge varit införlivad i den serbiska nationella identiteten och den Serbisk-ortodoxa kyrkan har stort inflytande i samhället. Trots den Serbisk-ortodoxa kyrkans dominerande ställning i Serbiens kulturella liv tillhör många serbiska medborgare andra trosriktningar, särskilt islam, romersk och östlig katolicism (Grekisk-katolska kyrkan i Kroatien och Serbien) och även protestantism. Största delen av ungrarna är romerska katoliker. En majoritet av albanerna är muslimer, men även ett betydlig antal är katoliker. I Sandzak-regionen finns en avsevärd muslimsk (bosniakisk) minoritet. De flesta muslimer är sunniter.
Religionsfrihet finns formellt inskriven i serbisk lagstiftning som dock tillskriver sju religiösa riktningar en särställning som "traditionella”.

Under 2011 var cirka 1% av Serbiens befolkning protestanter.

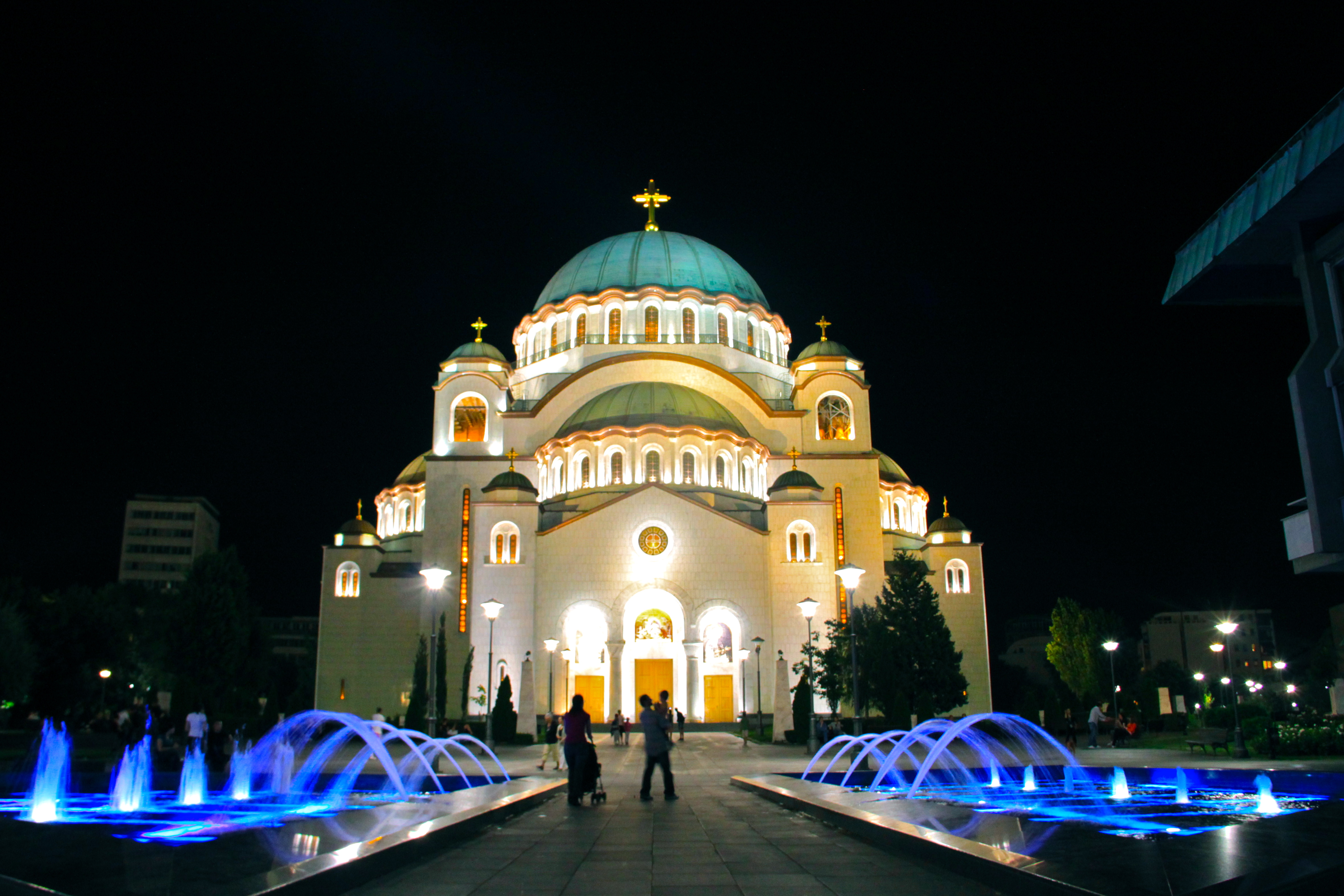
Sankt Savas kyrka i Belgrad.
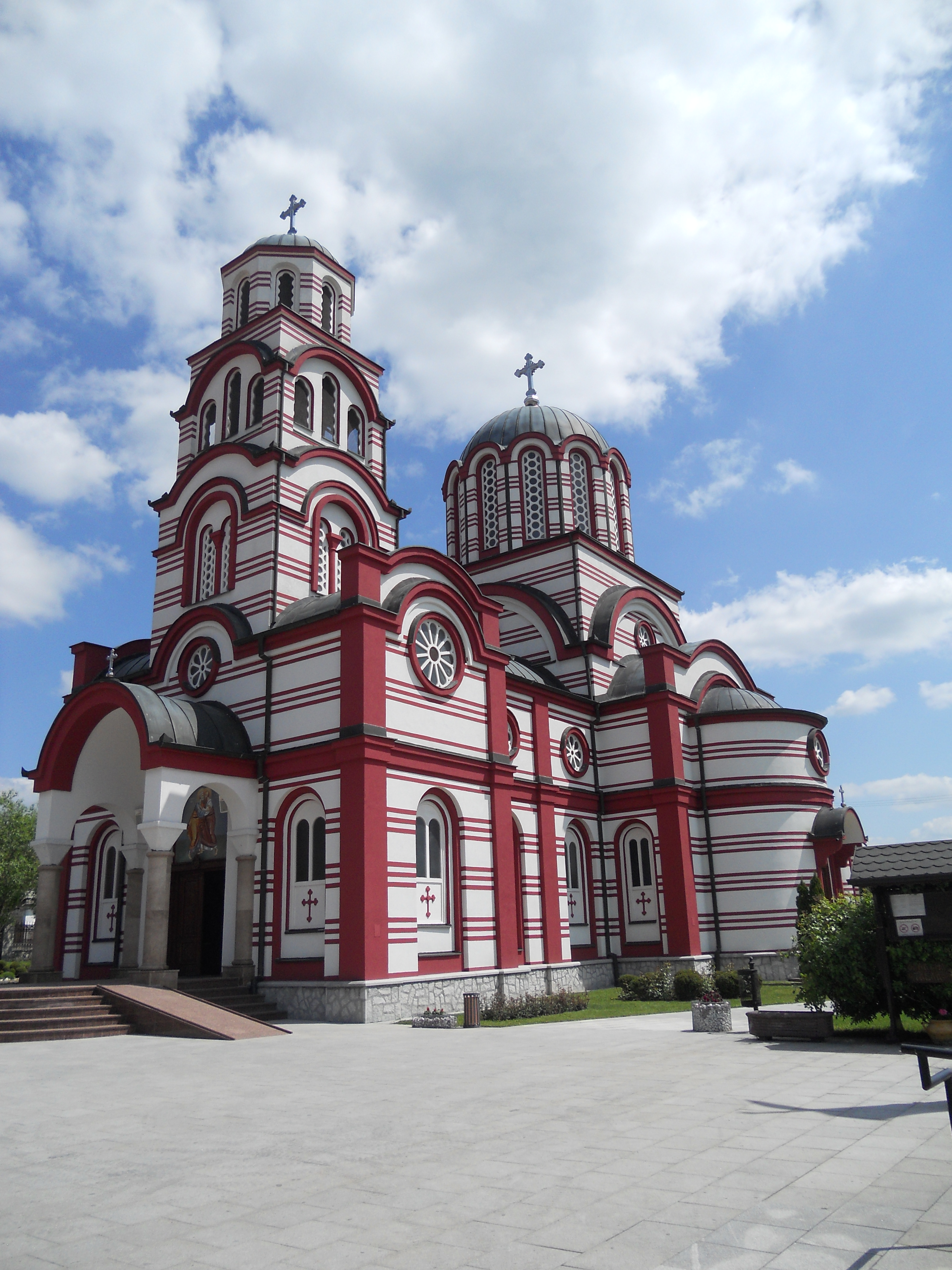
Heliga apostlarna Petrus och Paulus kyrka i Aranđelovac.
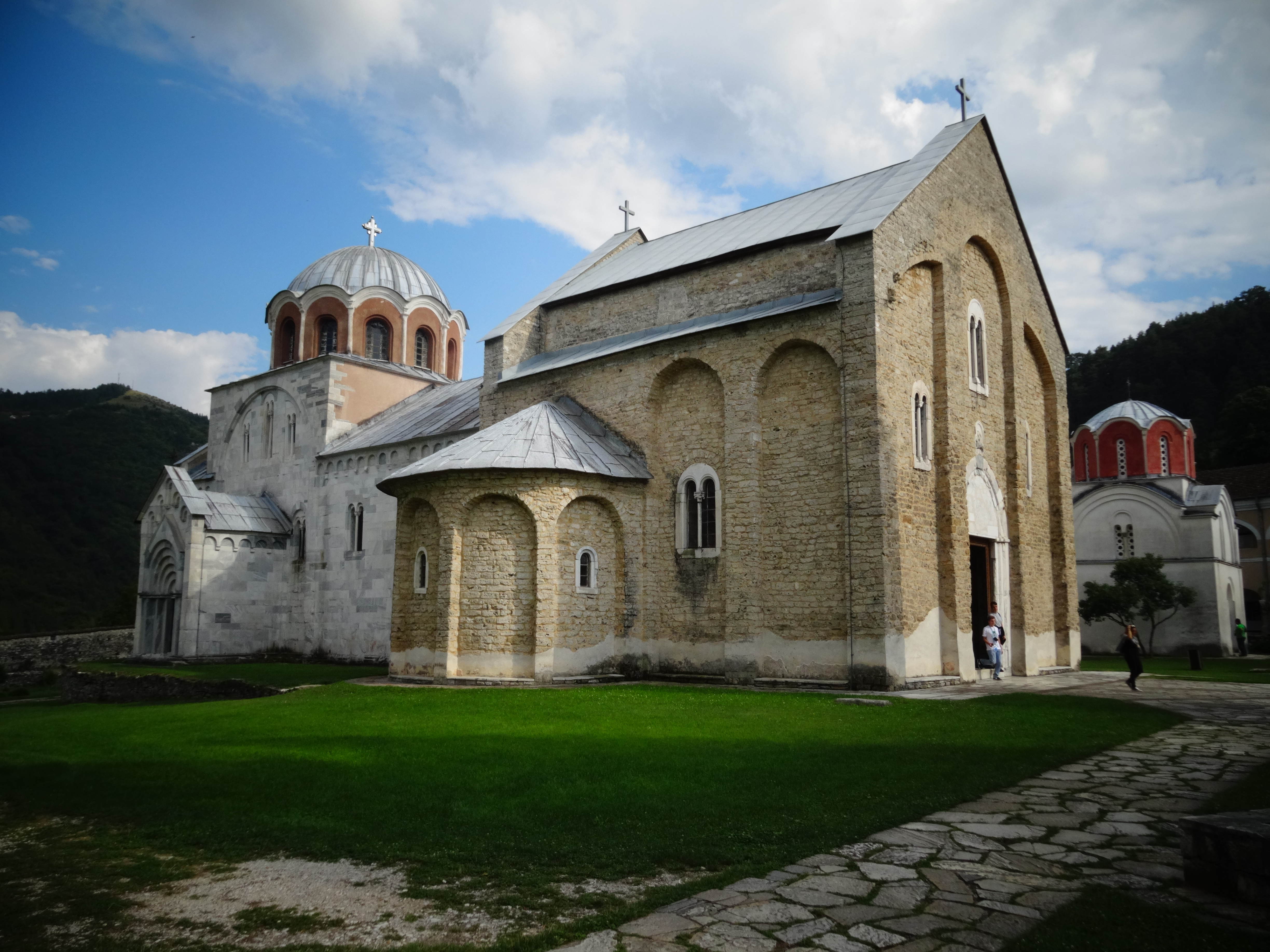
Studenicaklostret i Kraljevo.

## Kultur

### Konstarter
Serbiens samhälle är starkt präglat av gamla patriarkaliska traditioner som har utvecklats från det osmanska inflytandet i landet och återspeglas i familjelivet och i den offentliga sektorn[källa behövs]. Den bysantinska tiden har också satt sina spår i serbisk kultur och den serbiska (tidigare bysantinska) ortodoxa kyrkans starka fäste i den serbiska samhället har påverkat konsten mycket.

#### Musik och dans

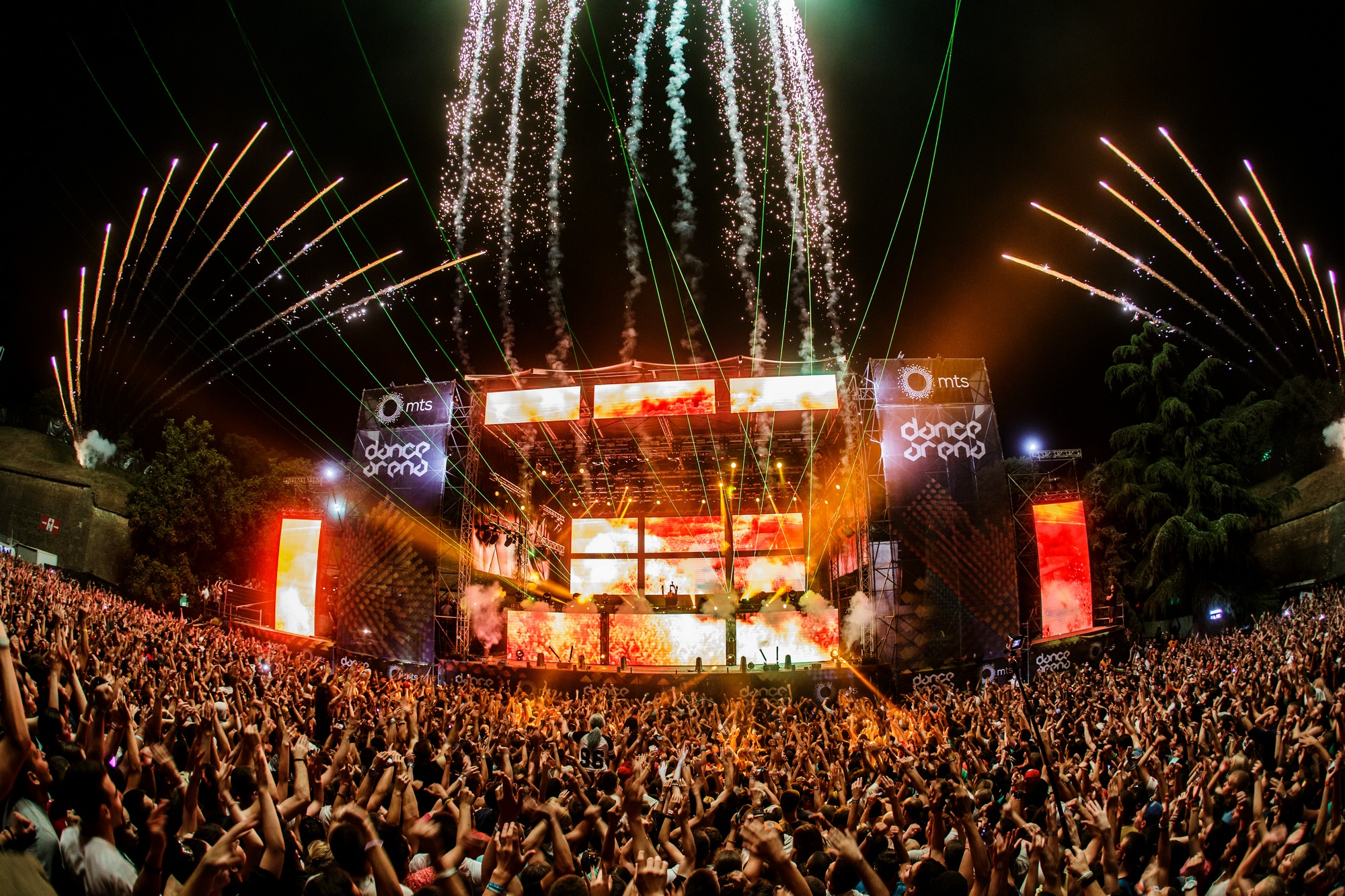
EXIT-festivalen i Novi Sad.

Den 12 maj 2007 vann Serbien Eurovision Song Contest med låten Molitva, som sjöngs av Marija Šerifović. 2008 sjöngs låten Oro av artisten Jelena Tomašević som komponerades av Željko Joksimović.
Trumpetfestivalen i Guča hålls i augusti varje år och brukar enligt arrangörerna locka uppåt 500 000 deltagare.
Varje år hålls den stora festivalen EXIT i Novi Sad. Där spelar över 100 band i Petrovaradinfästningen och festivalen besöks årligen av över 300 000 - 500 000 människor från hela världen. EXIT blev vald till Europas bästa festival 2007 och 2008 av UK Festival Awards. Festivalen startade år 2000 som en protest mot Slobodan Milošević-regimen och varade då i 100 dagar. Nu är festivalen ett årligt fyradagarsevenemang.
Bland serbiska artister kan nämnas: Nadežda Petrović, Marina Abramović, Milena Pavlović-Barili (Milena Pavlović Barilli), Đura Jakšić, Emir Kusturica, Milan Mladenović, Ceca (Svetlana Ražnatović), Željko Joksimović, Bebi Dol, Bora Đorđević, Đorđe Balašević, Marija Šerifović och Boban Marković.

#### Teater
Serbien har en väletablerad teatertradition med många teatrar runt om i landet. Den serbiska nationalteatern i Novi Sad grundades 1861 och dess byggnad härrör från år 1868.
Bitef, Belgrads internationella teaterfestival, är en av de äldsta teaterfestivalerna i världen. New Theater Tendencies (Nya tendenser inom teatern) är festivalens ständiga undertitel. Sedan starten 1967 har Bitef kontinuerligt följt och stöttat de senaste trenderna inom teatern. Den har blivit en av de fem viktigaste och största europeiska festivalerna. I Serbien har den blivit en av de viktigaste kulturinstitutionerna.

#### Film
Filmmediet etablerades relativt tidigt i Serbien. 12 filmer hann produceras innan andra världskriget bröt ut. Den mest betydande förkrigsfilmen var Mihail Popovićs Slaget om Kosovo från 1939. Filmmediet blomstrade efter andra världskriget. Den främste efterkrigsregissören var Dušan Makavejev som blev internationellt erkänd för filmen Kärleksakten eller En växeltelefonists tragedi från 1967. Makavejevs film Montenegro spelades in i Sverige 1981. Zoran Radmilović var en av de kändaste skådespelarna under efterkrigsperioden.
Serbisk film fortsatte att utvecklas under 1990-talet och även idag, trots 90-talets omvälvningar. Regissören Emir Kusturica har vunnit två Guldpalmer för Bästa film vid filmfestivalen i Cannes. Den ena för När pappa var borta på affärsresa 1985 och den andra för Underground 1995. 1998 vann Kusturica Silverlejonet för bästa regi vid Venedigs filmfestival för filmen Svart katt, vit katt.
År 2001 fanns det 167 biografer i Serbien (exklusive Kosovo) och över fyra miljoner serber gick på bio under det året. 2005 orsakade filmen San zimske noći ("En midvinternattsdröm") av Goran Paskaljević en del debatt då den riktade kritik mot Serbien och dess roll i krigen på 1990-talet.

### Traditioner

#### Helgdagar och högtider
| - Nyårsdagen - påsk - Annandag påsk - Första maj - Långfredagen - jul - Serbiens självständighetsdag - Vapenstilleståndsdagen Denna lista hämtas från Wikidata. Informationen kan ändras där. |

Nyårsdagen firas alltid den 1 januari, följt av Andra nyårsdagen den 2 januari. Den 7 januari markerar en fast högtid för jul. Nationaldagen firas under tre dagar: den 15, 16 och 17 februari. Långfredagen är en rörlig högtid liksom den ortodoxa påsken. Arbetarnas dag firas den 1 och 2 maj. Vapenstilleståndsdagen uppmärksammas varje år den 11 november.

#### Matkultur
Den serbiska maten har mycket likhet med den turkiska, ungerska och även medelhavsmat. Vanligast brukar man äta hemmagjord mat istället för att gå ut och äta på restaurang. Kryddor och örter förekommer i viss mån men maten brukar vara mild.
Den serbiska maten brukar innehålla mycket gelatin, både i sötsaker och mat. Puddingar, sylt och pastejliknande rätter äts både till fester och vardags. Soppor, grytor, grönsaker, kött och fisk förekommer också.
Exempel på olika serbiska maträtterː
- Koljivo: En vetepudding/kaka som gärna äts med slatko. Den är bakad med kokt nötter, vete och mycket socker. Kakan har också stor betydelse vid religiösa högtider, speciellt för ortodox kristendom.[45]
- Ajvar: En orangefärgad grönsaksås/röra. Ajvar är väldigt kryddstark vilket gör att det kan bränna lite i halsen. Brukar ätas med fisk, kött eller bröd.[45]
- Slatko: En dessert-topping med frukt och gelatin som liknar sylt. Brukar ätas med kakor eller grädde.[45]
- Surkål: Surkål är främst känd för det ungerska och tyska köket.[45]
- Ustipci: Brödbullar som är friterade. Ser ut som en munk.[45]

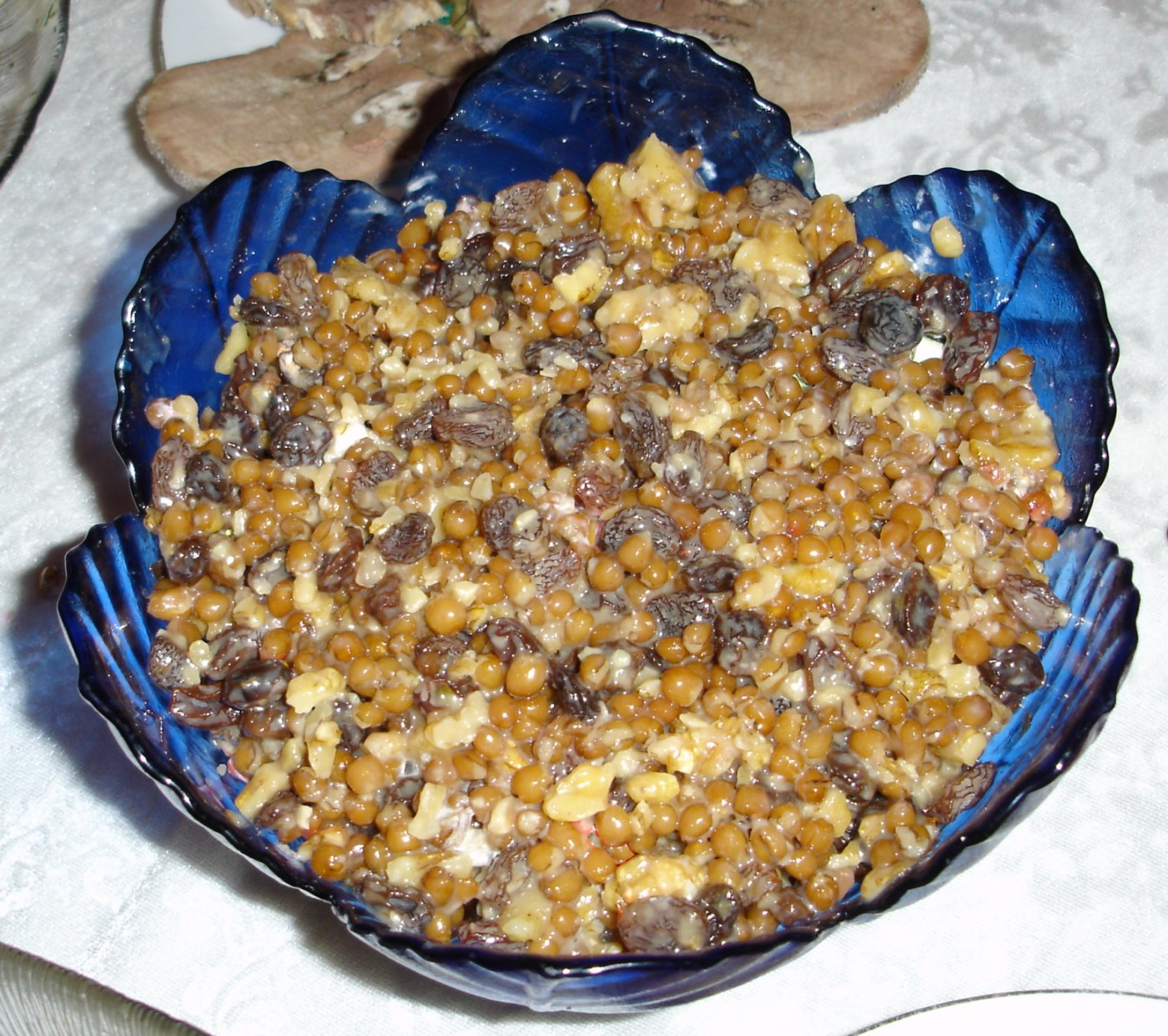
Koljivo.
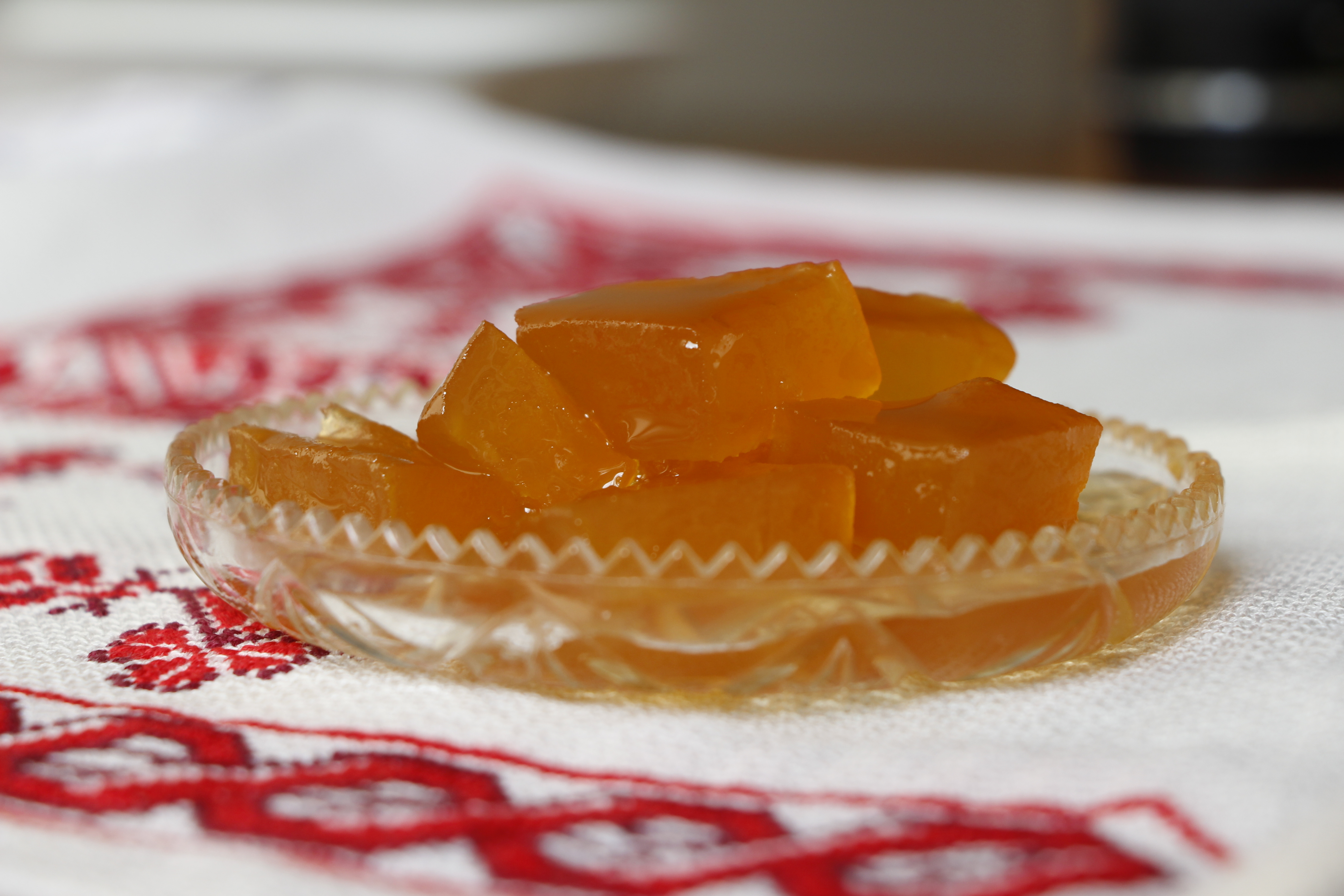
Slatko.
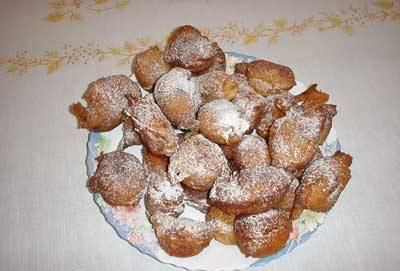
Ustipci.

I Serbien är öl mycket populärt och är också väldigt billigt. Några exempel på serbiska ölmärken:
- Rakija: En alkoholhaltig och stark dryck som framställs av frukt som har jäst. Alkoholhalten ligger mellan 45 och 70 procent. Om drycken är gjord på plommon heter den till exempel Slivovica. Slivovica är också den varianten Rakija som är den billigaste och den starkaste.
- Niksicko: En öl som egentligen bryggs i Montenegro men är ändå populär i Serbien.[45]
- Zajecarsko: Smakrik lageröl.[45]
- Jelen: Läskande sommaröl.[45]

I Serbien odlas också vin. De druvorna som odlas mest är prokupac och tamjanika.

## Bilder

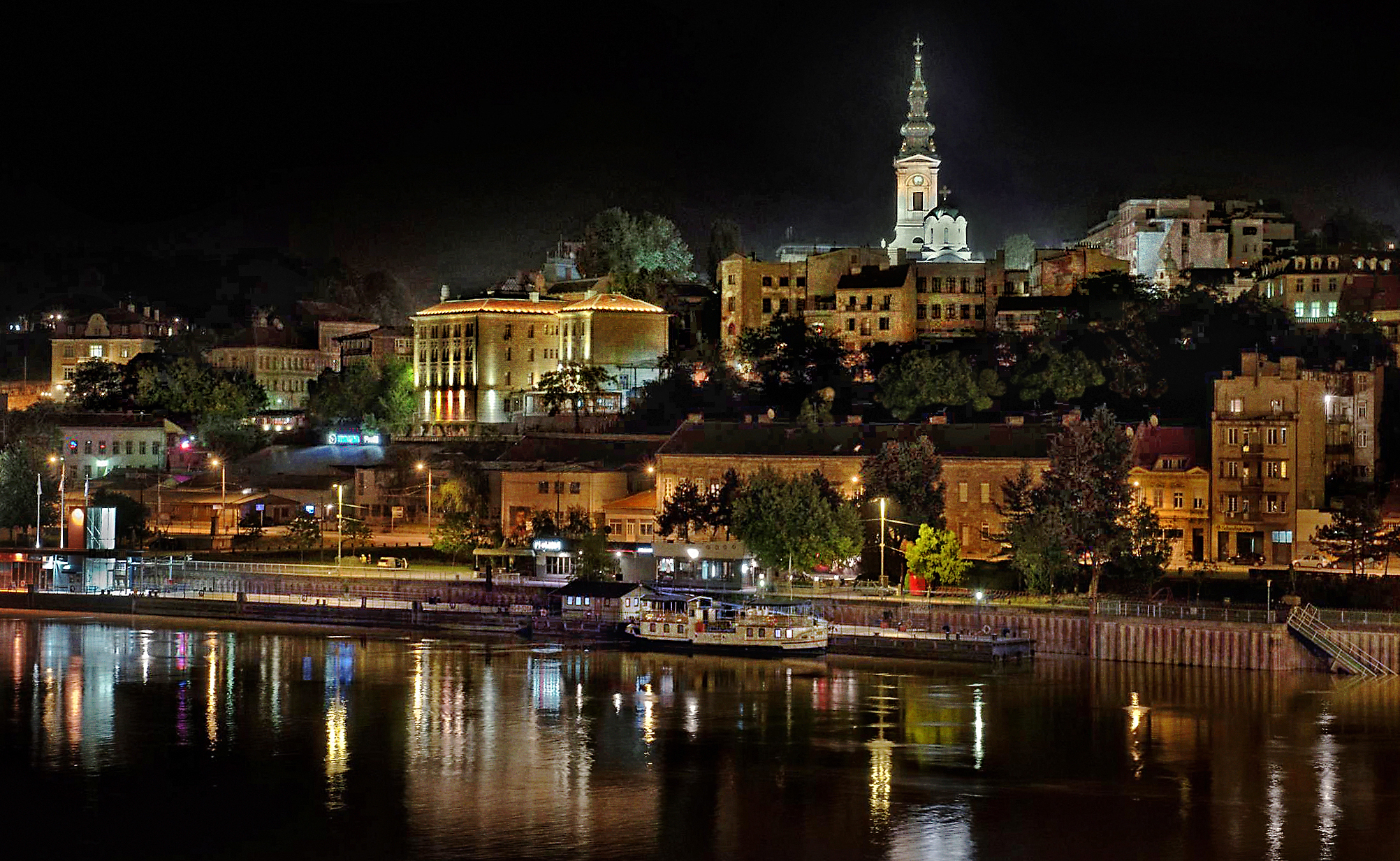
Vy över Belgrad under nattetid.
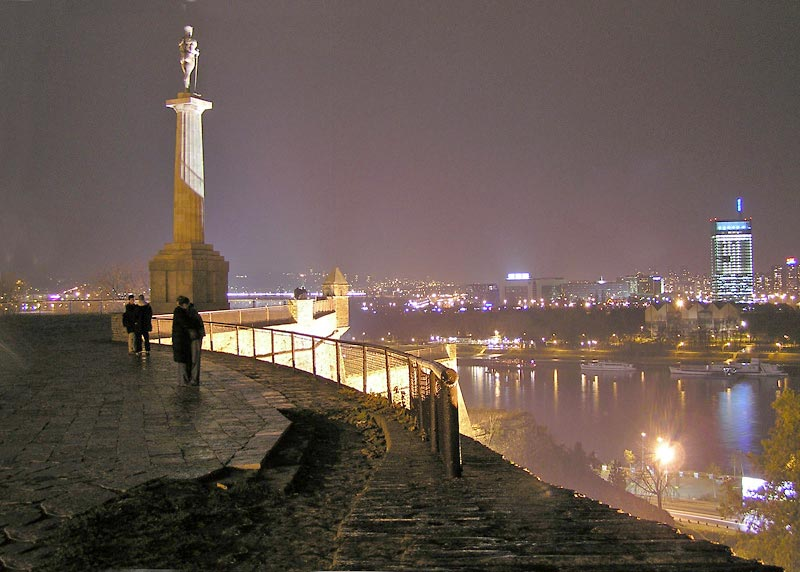
Vy från borgen Kalemegdan i Belgrad.
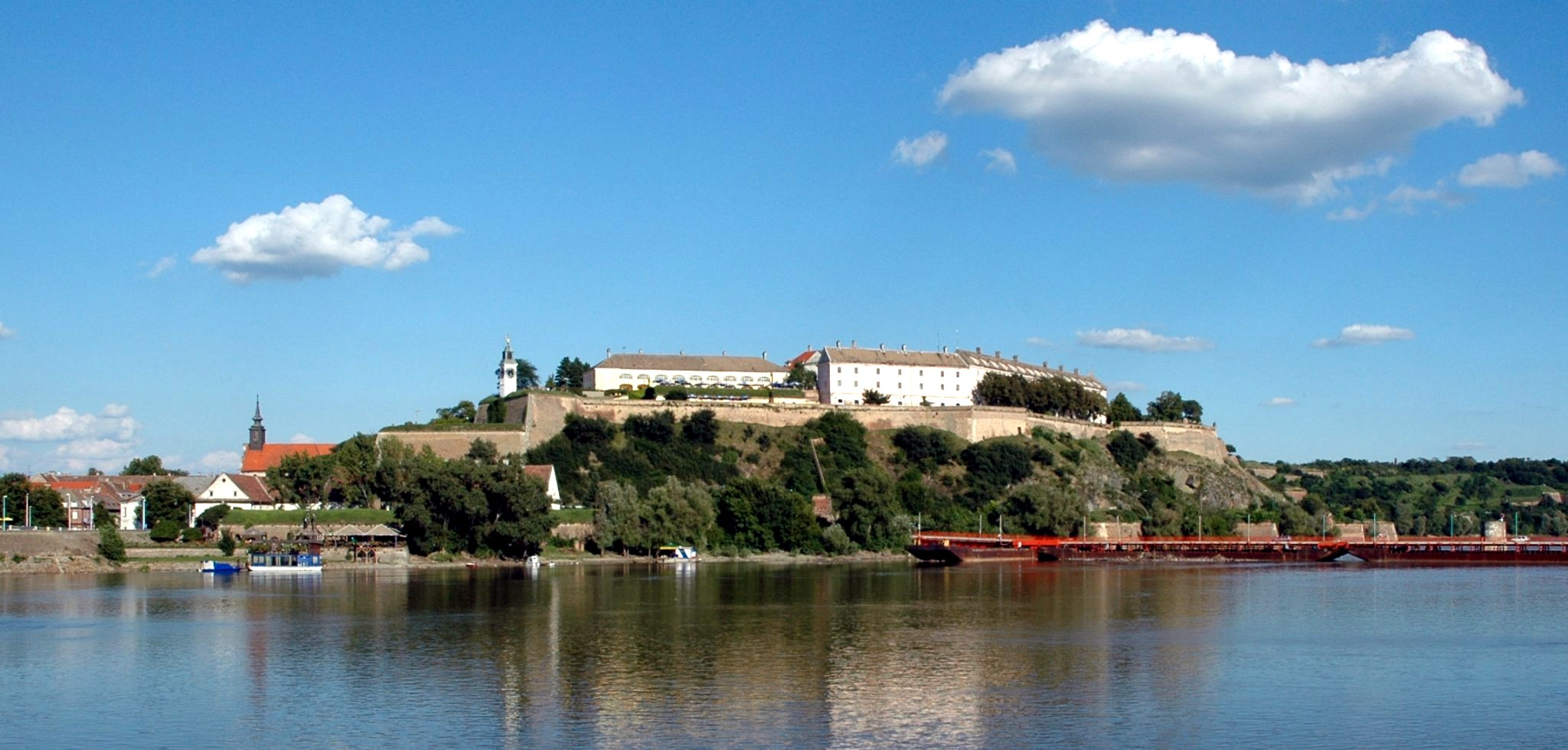
Petrovaradinfästningen i närheten av Novi Sad.
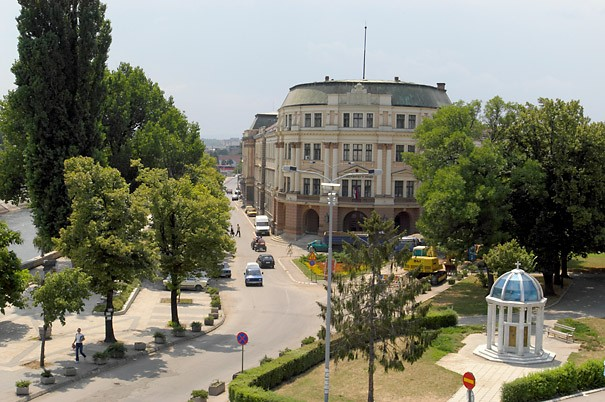
Niš.
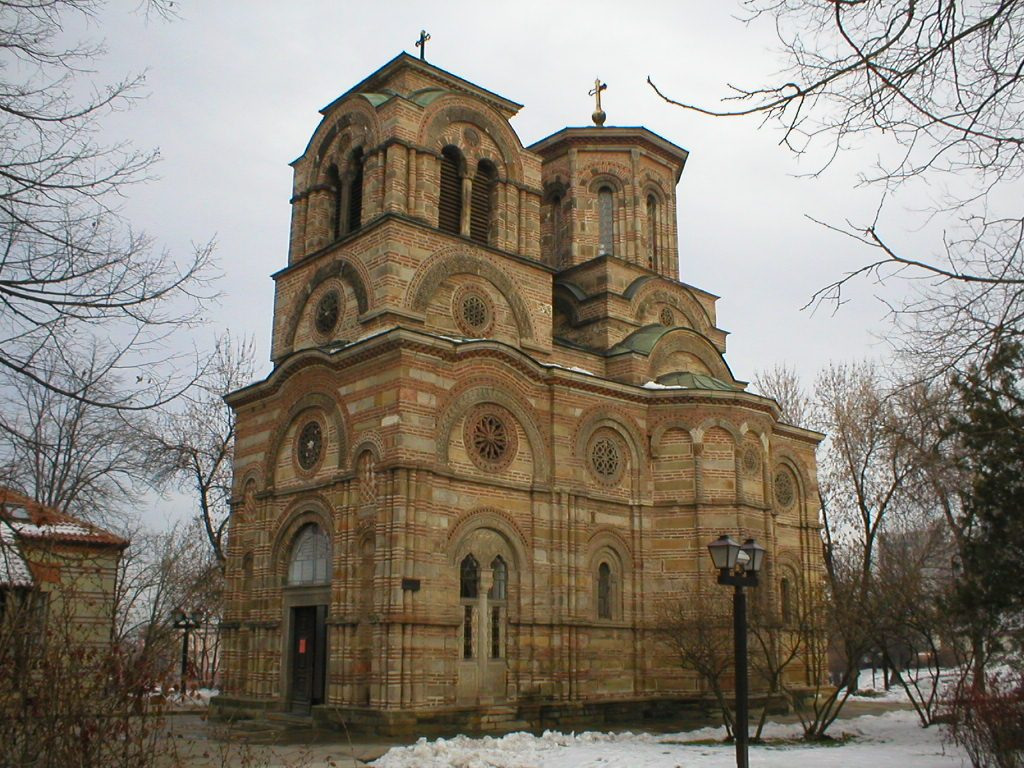
Tsar Lazars kyrka i Kruševac.
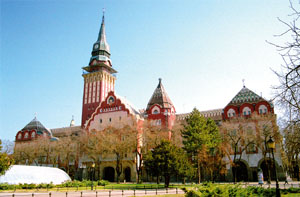
Stadshuset i Subotica.
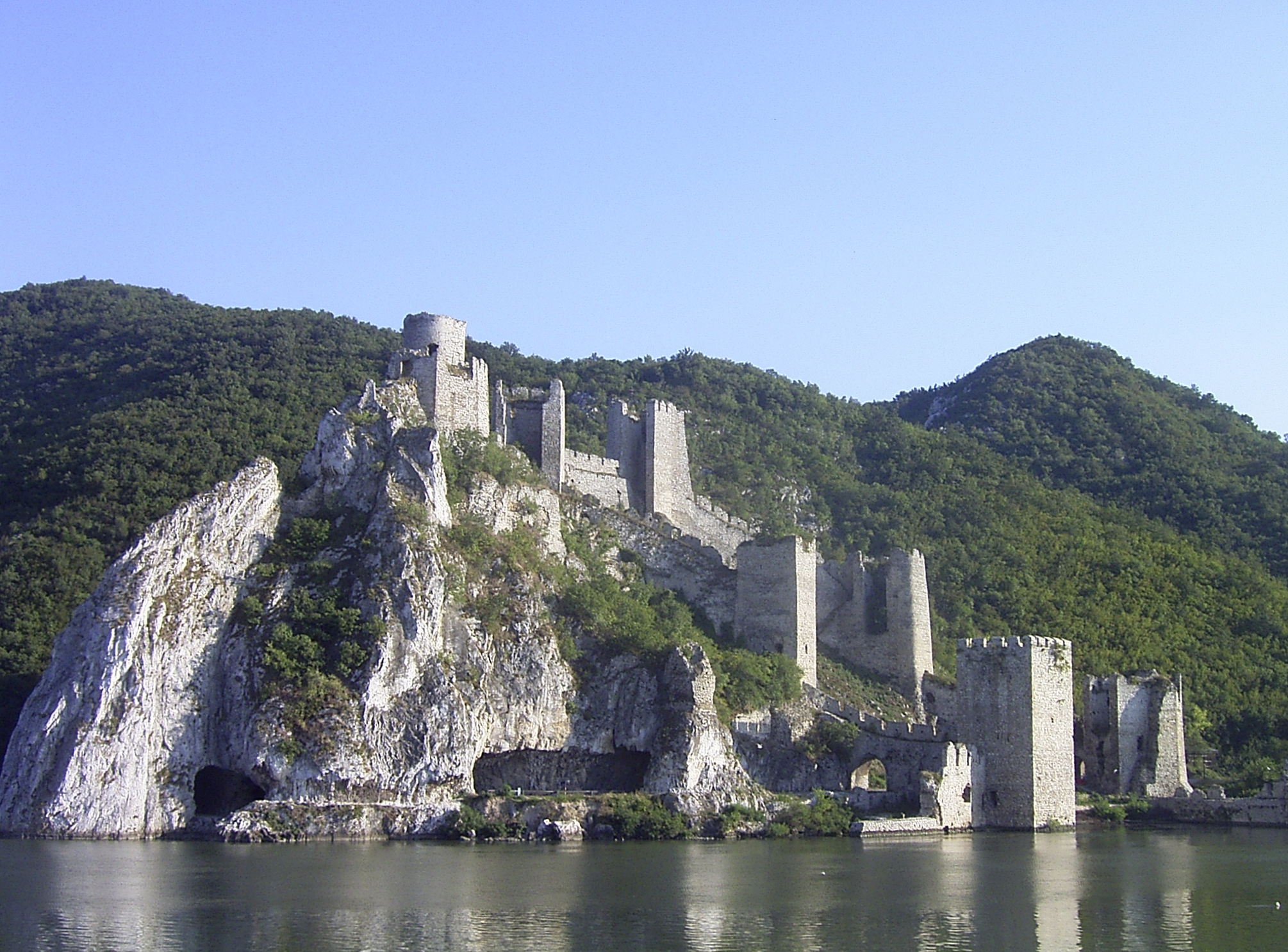
Fästningen Golubački grad från 1300-talet i östra Serbien.
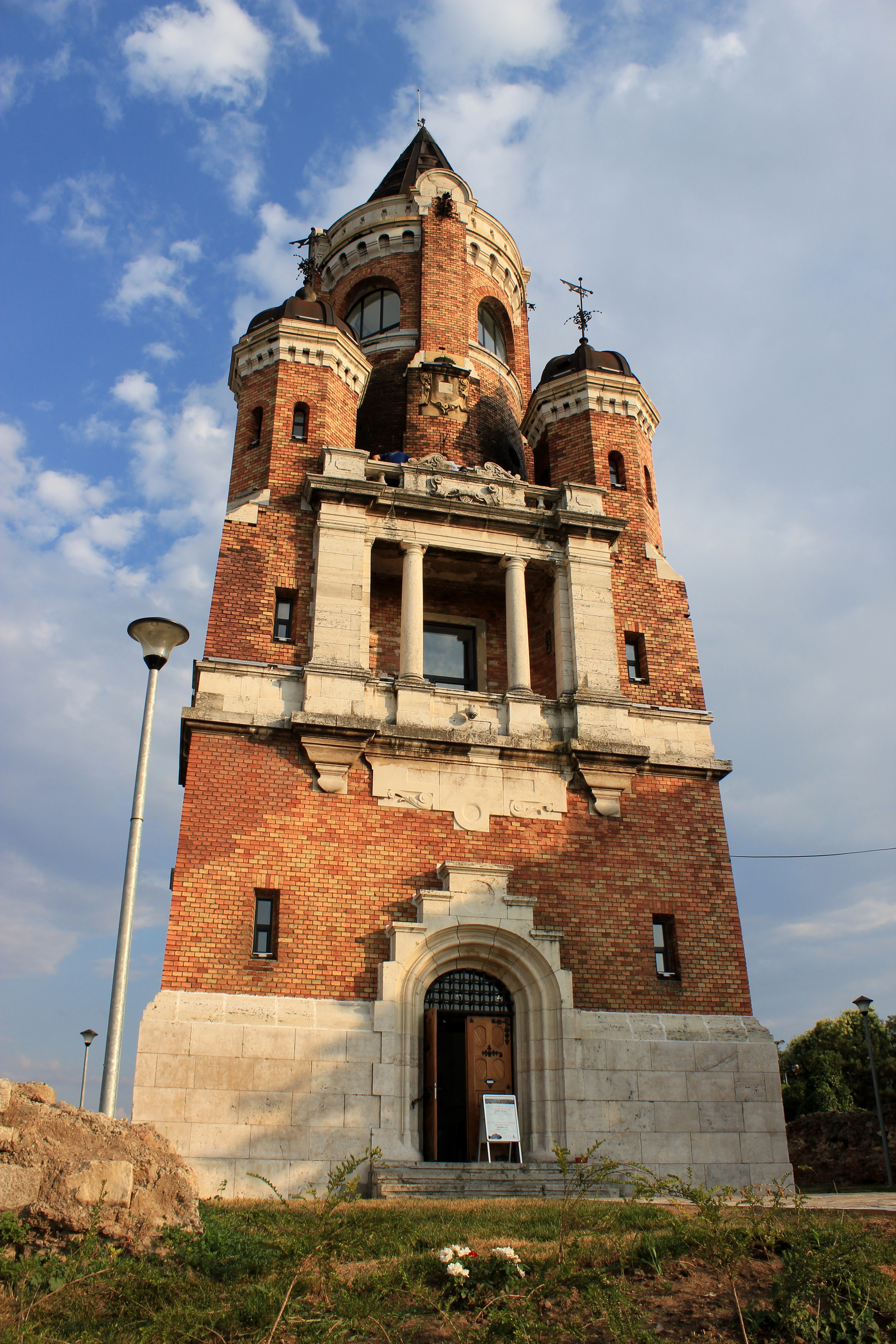
Gardoš-tornet i Zemun i Belgrad.
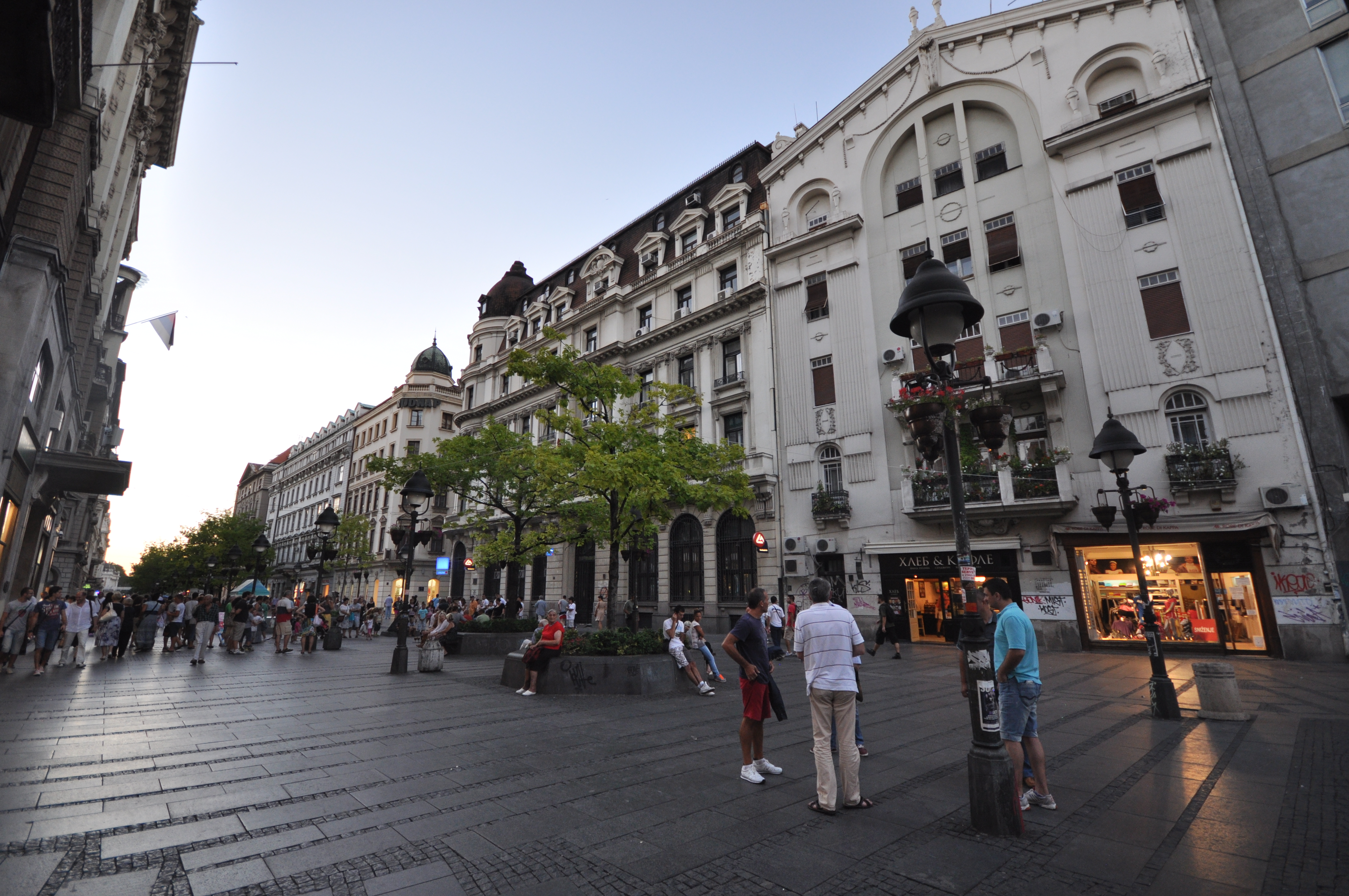
Gågatan Knez Mihailova, Belgrad.

## Internationella rankningar
| Organisation                                | Undersökning                   | Rankning  |
| ------------------------------------------- | ------------------------------ | --------- |
| Heritage Foundation/The Wall Street Journal | Index of Economic Freedom 2019 | 69 av 180 |
| Reportrar utan gränser                      | Pressfrihetsindex 2019         | 90 av 180 |
| Transparency International                  | Korruptionsindex 2018          | 87 av 180 |
| FN:s utvecklingsprogram                     | Human Development Index 2018   | 63 av 189 |